# Aachener Altstadt

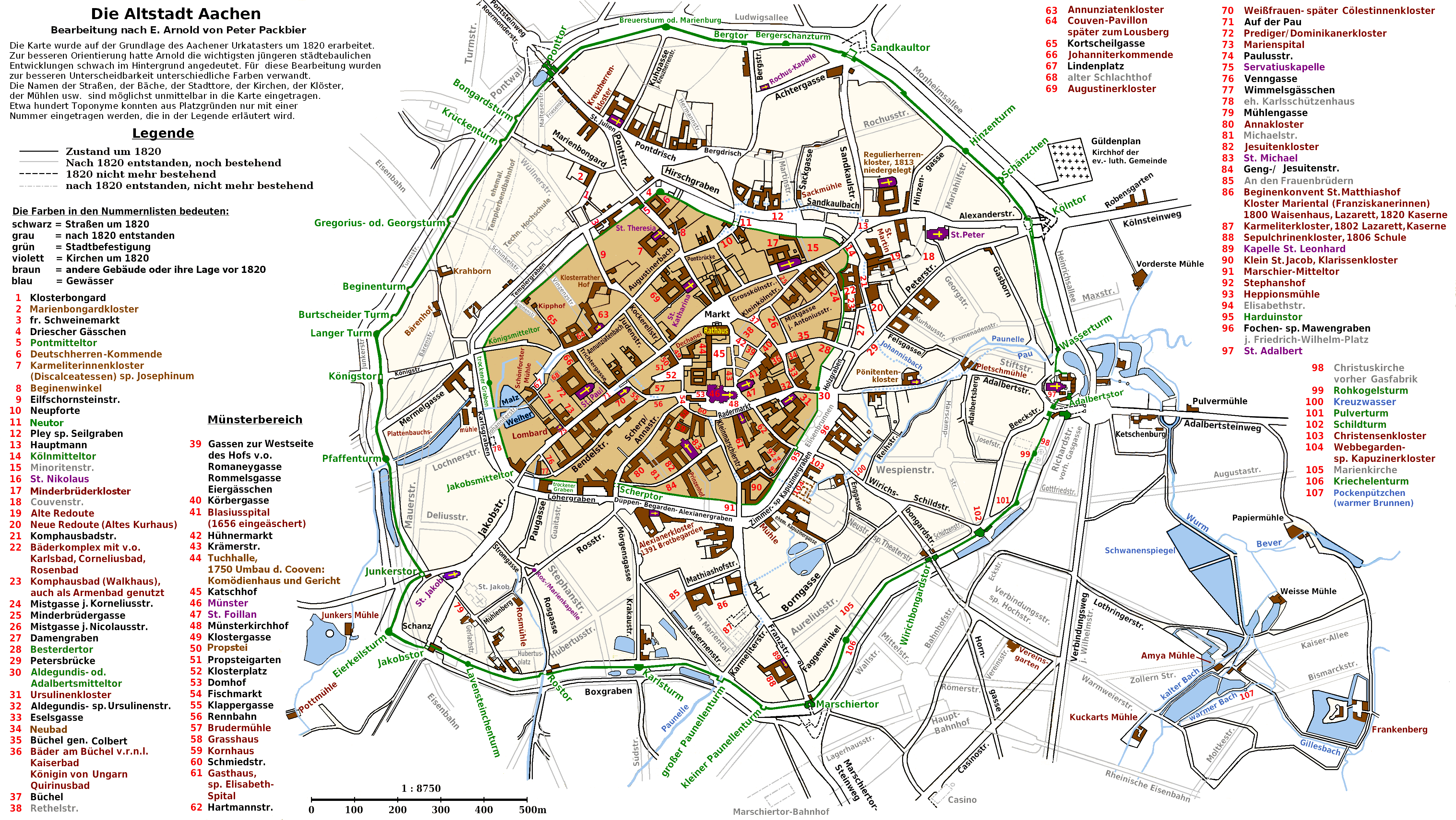
Aachener Altstadt mit ihrem inneren (dunkles Ocker) und äußeren (helles Ocker) Stadtkern und den zwei mittelalterlichen Mauerringen (grün)
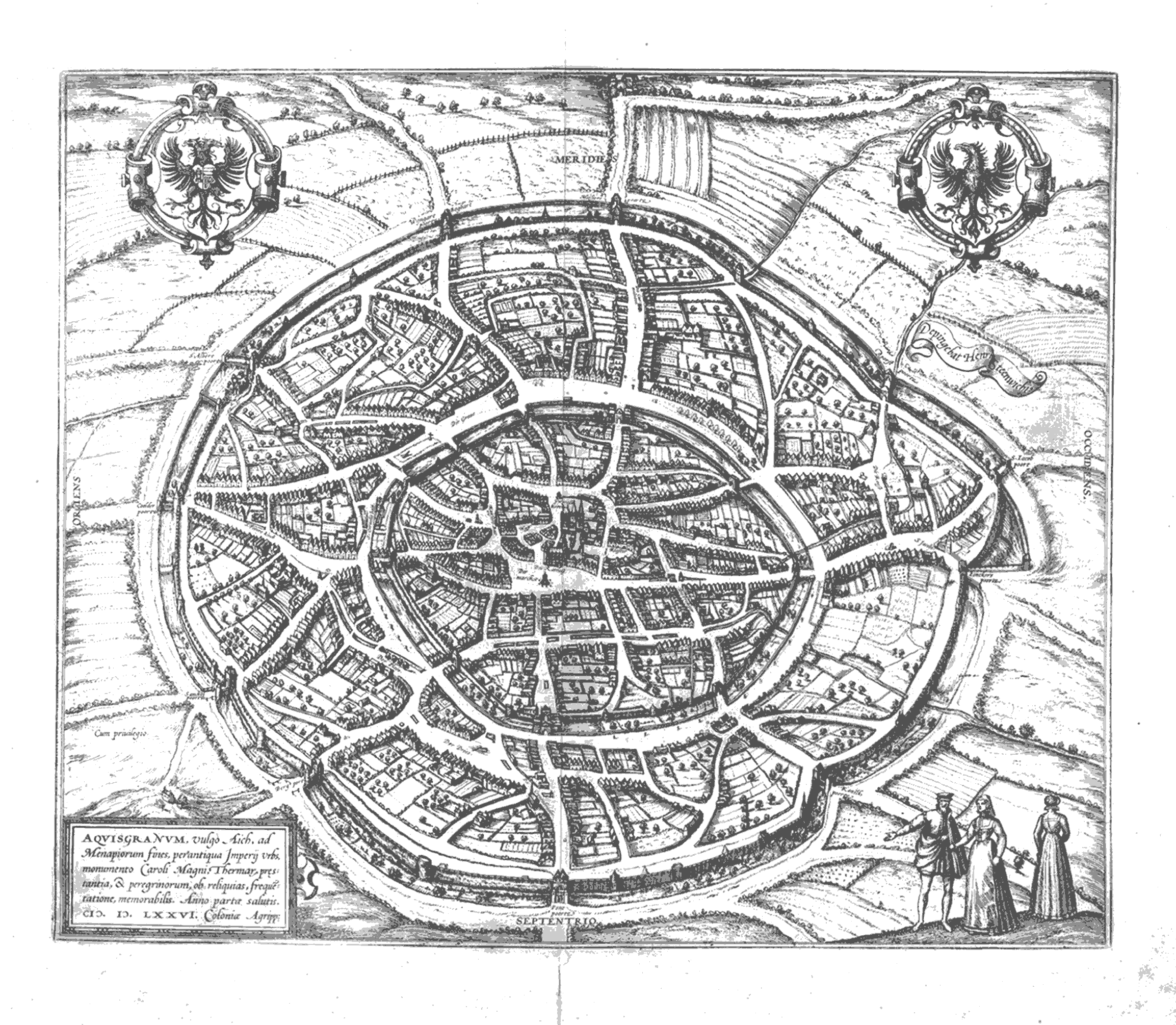
Stadtansicht Aachens mit den beiden Mauerringen, Stich von Steenwijk, 1576 (Norden unten)

Die Aachener Altstadt, das alte Aachen, umfasst als historischer Stadtkern der Stadt Aachen das Gebiet, das vom Mittelalter bis zum Ende des 18. Jahrhunderts von der Aachener Stadtmauer umgeben war.

## Lage

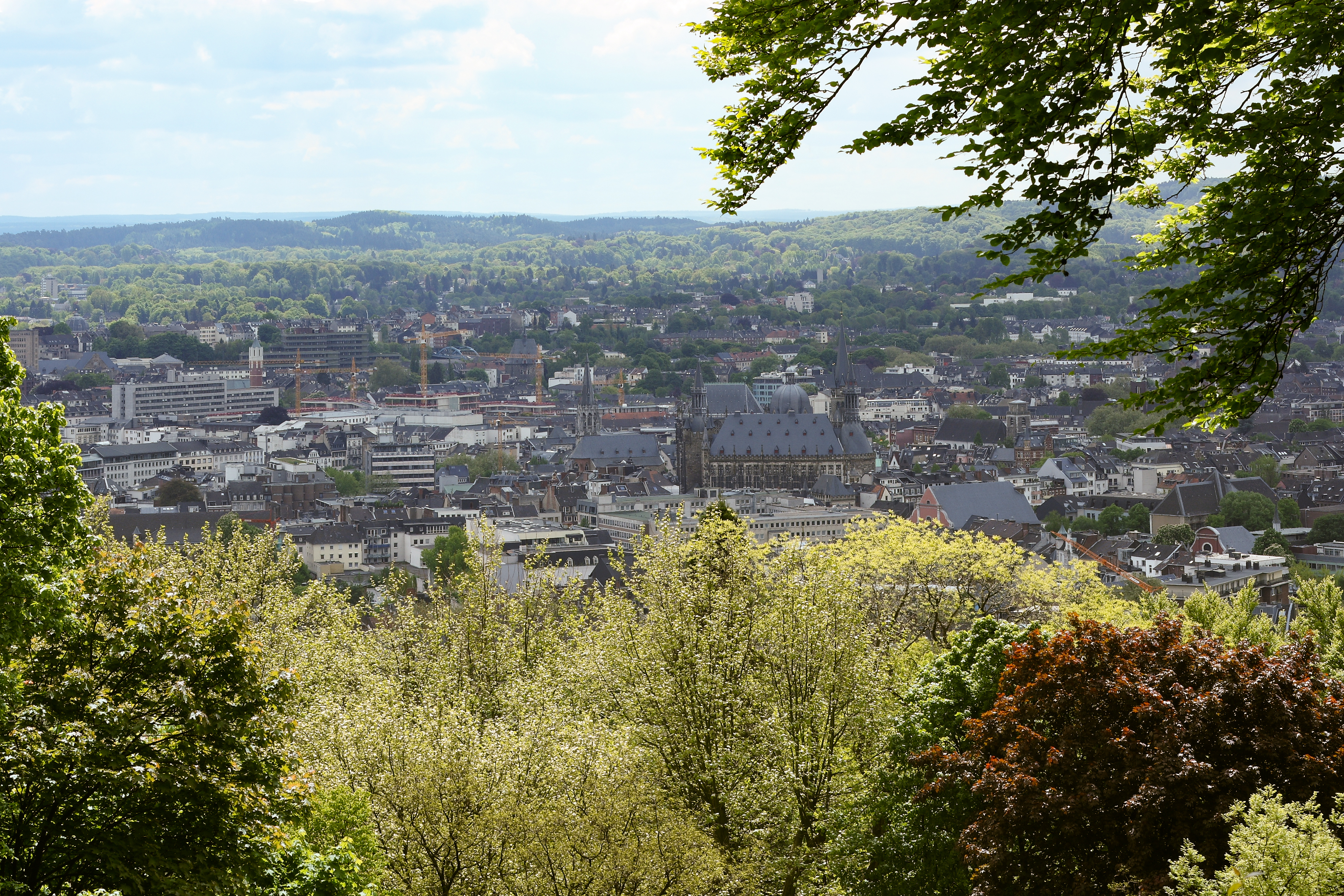
Blick vom Lousberg auf die Altstadt

Die Aachener Altstadt liegt im Stadtbezirk Aachen-Mitte südlich des Lousbergs innerhalb des Aachener Talkessels. Die Grenzen des ehemals ummauerten Bereichs sind größtenteils durch den Alleenring gekennzeichnet, der vom Kaiserplatz aus über Heinrichsallee, Monheimsallee, Ludwigsallee, Pontwall, Turmstraße, Junkerstraße, An der Schanz und Boxgraben bis zum Marschiertor dem Verlauf des ursprünglich vor der Stadtmauer gelegenen Stadtgrabens folgt. Zwischen Marschiertor und Kaiserplatz folgte der Mauerverlauf jedoch nicht der heutigen Verkehrsführung der Ringstraße vorbei an Hauptbahnhof und Normaluhr, sondern verlief ungefähr entlang der heutigen Straßen Wallstraße, Schützenstraße, Gottfriedstraße und Martin-Luther-Straße.

## Geographie
Ein Höhenrücken zieht sich entlang der Jakobstraße von Südwesten nach Nordosten bis zum Markt. Während er beim Eintritt in die Altstadt am Ende der Jakobstraße noch eine Höhe von etwa 200 m ü. NHN hat, beträgt sie am Markt nur noch 175 m ü. NHN und fällt von dort aus nach allen Seiten schnell ab. Der höchste Punkt der Altstadt ist mit einer Höhe von 204 m ü. NHN der Hügel, auf dem der Lange Turm steht. Die tiefste Stelle liegt mit etwa 159 m ü. NHN in der Nähe des Kaiserplatzes.
Von den Aachener Bächen verlaufen Pau, Paunell und Johannisbach größtenteils verrohrt durch die Altstadt, vereinigen sich in der Gegend von Adalbert- und Stiftstraße und münden nordöstlich des Kaiserplatzes in die Wurm. Ein Teil des Johannisbachs ist seit 1999 wieder offengelegt und fließt in einer Rinne vom Lindenplatz entlang den Straßen Annuntiatenbach und Augustinerbach bis zur Pontstraße.

## Geschichte

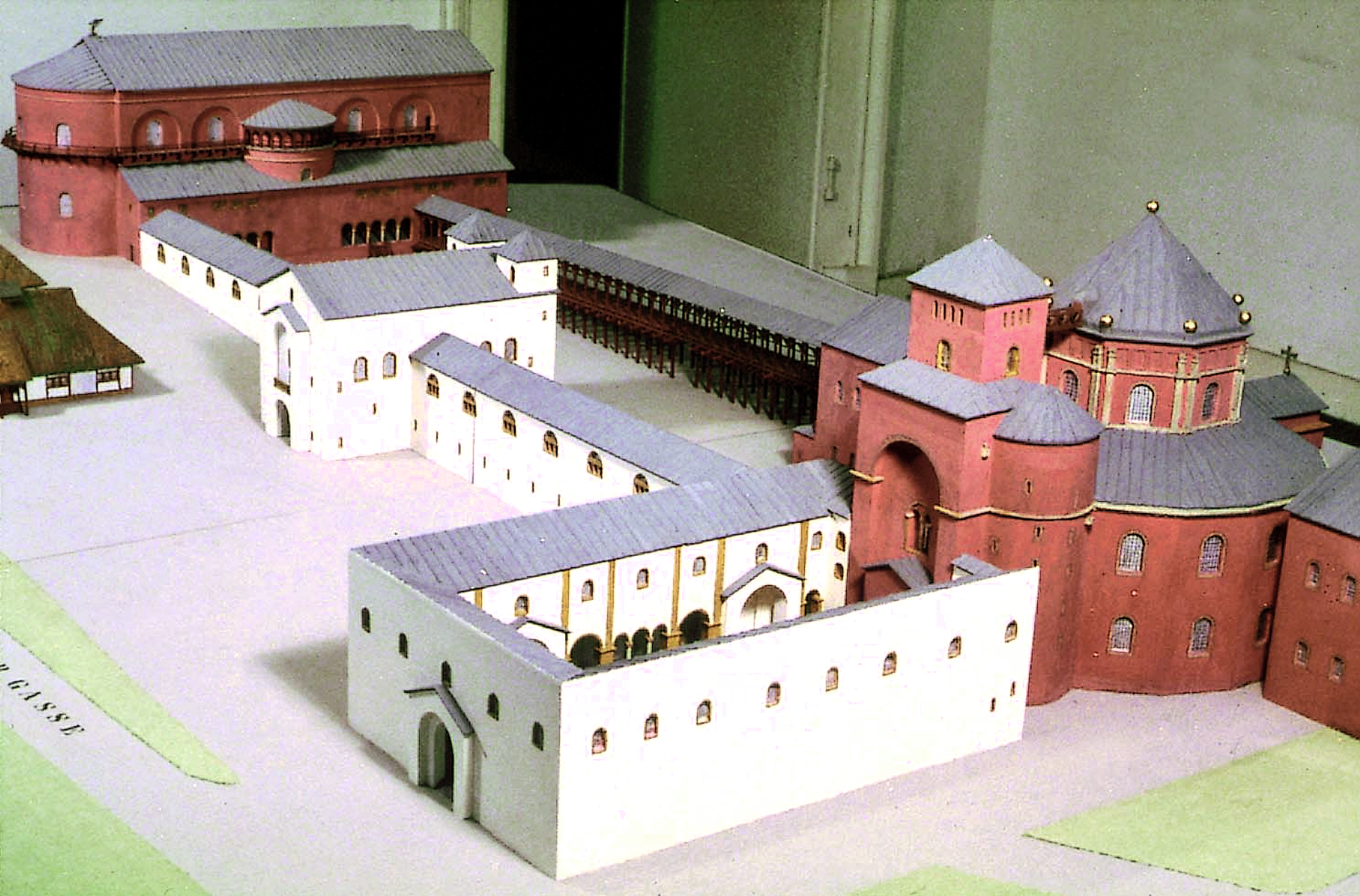
Modell der Königspfalz nach Leo Hugot, 1981

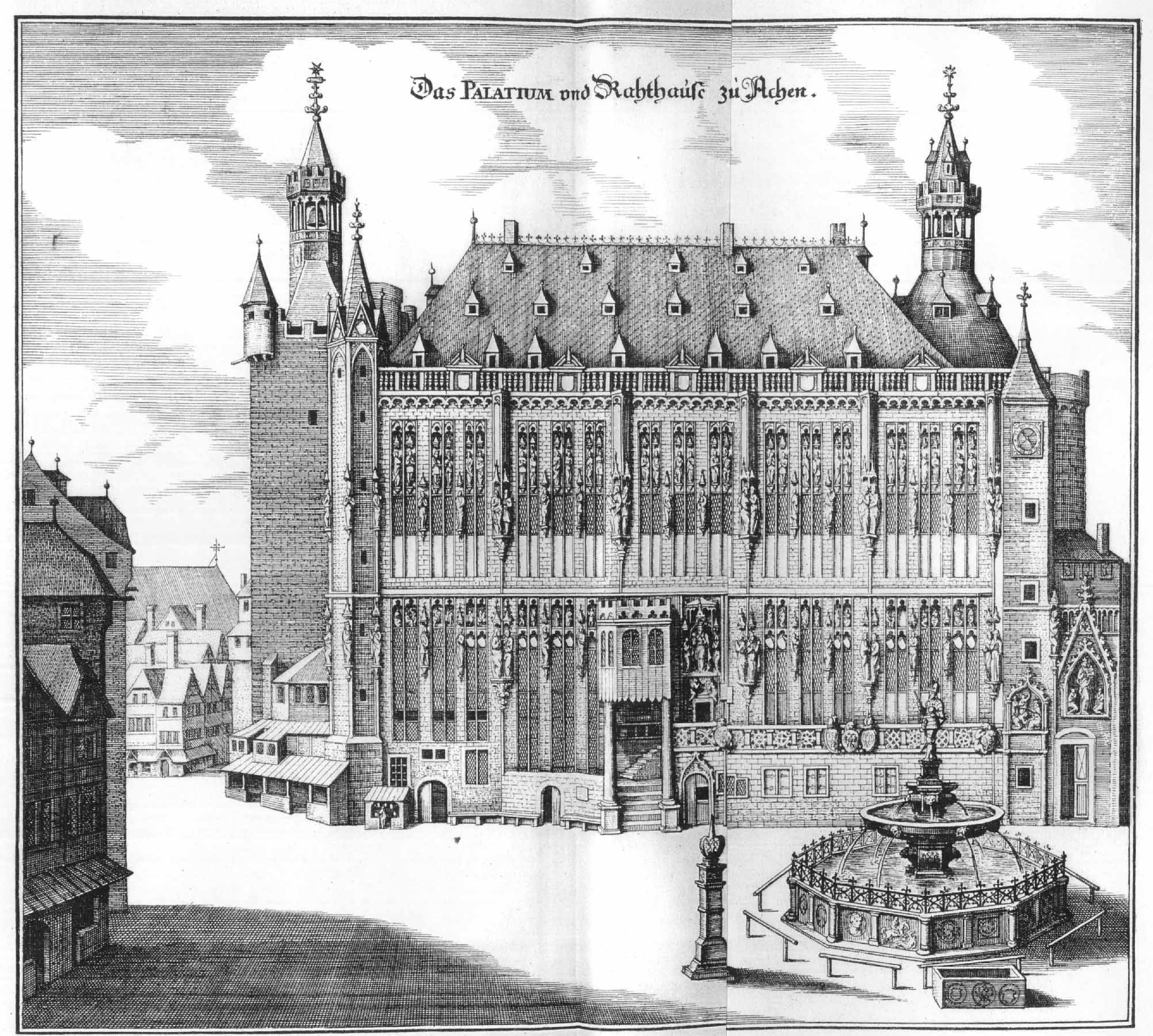
Das Aachener Rathaus auf einem Stich von Matthäus Merian, 1647

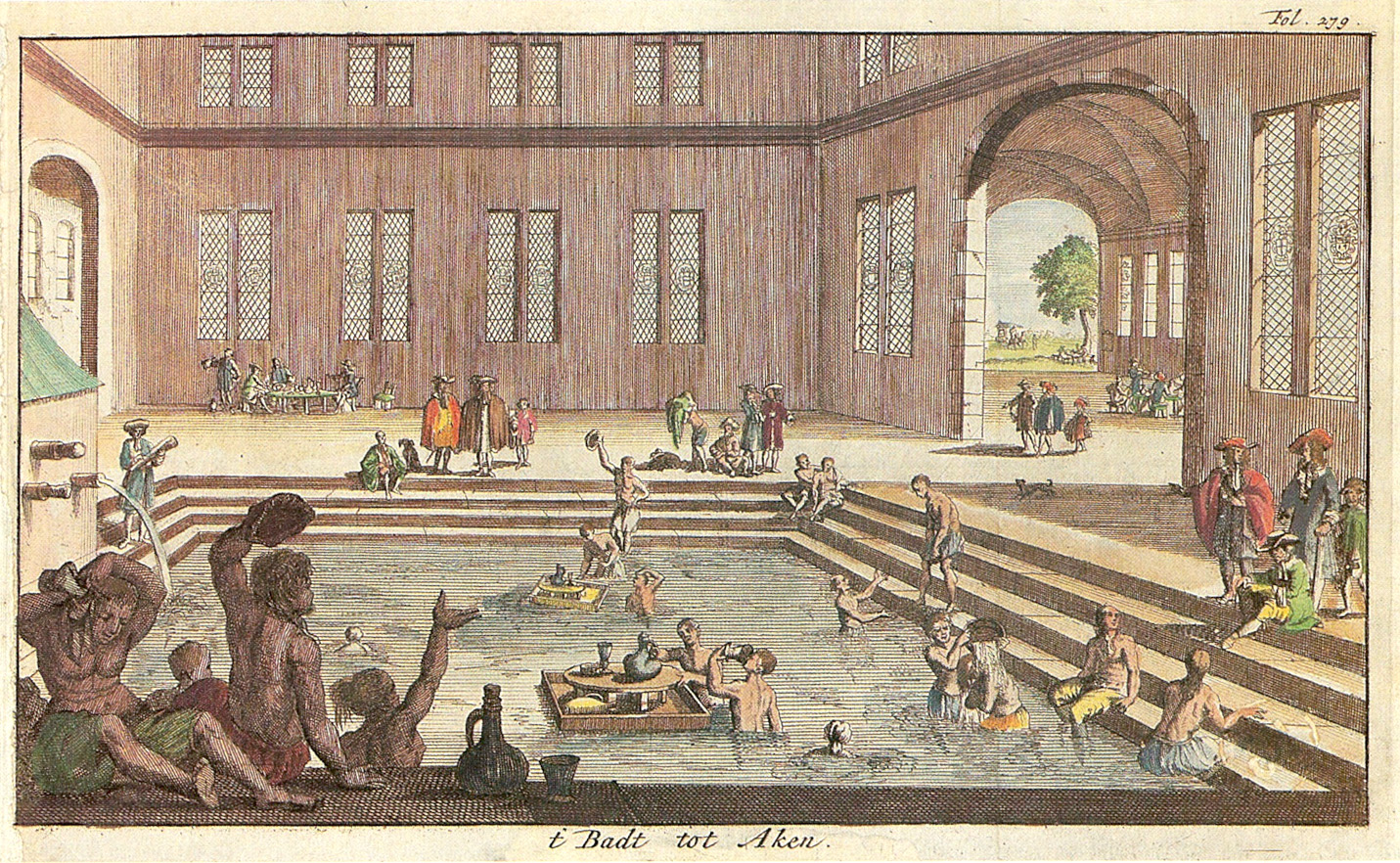
Das Kaiserbad am Büchel, 1682

An der Stelle der heutigen Altstadt von Aachen gab es bereits in der Römerzeit eine Siedlung, seit dem Mittelalter als Aquae Granni bezeichnet, mit mehreren Thermen, die das heiße Wasser der Aachener Thermalquellen nutzten. Auch nach dem Abzug der Römer blieb die Siedlung bewohnt, während der Völkerwanderung kamen die Franken in das Gebiet. Im 8. Jahrhundert ließ Karl der Große in der Nähe der Siedlung seine Königspfalz mit Pfalzkapelle und Thermenbezirk errichten. Otto der Große ließ sich 936 in der Aachener Pfalz zum römisch-deutschen König krönen, wodurch die bis 1531 fortgeführte Tradition der Krönung der römisch-deutschen Könige in Aachen begründet wurde.
Die Geschichte Aachens als Stadt begann im Jahr 1165, als Kaiser Friedrich I. Barbarossa der Siedlung, die sich um die Königspfalz herum entwickelt hatte, das Markt- und Münzrecht verlieh und sie zur Freien Reichsstadt erhob. 1171 begann der Bau einer Stadtmauer, die 2,5 km lang war und ein Gebiet von 45 Hektar einschloss. Sie wird nach ihrem Initiator meist „Barbarossamauer“ genannt.
Die von Friedrich Barbarossa vergebenen Rechte bewirkten einen schnellen Bevölkerungsanstieg, sodass die Stadt bald über das ummauerte Gebiet hinauswuchs. Die Regierung der Freien Reichsstadt, die zunächst durch einen königlichen Beamten erfolgte, ging 1250 auf einen Rat über, dem zwei Bürgermeister vorstanden. 1267 wurde das Grashaus als erstes Rathaus fertiggestellt. 1270 begann mit finanzieller Unterstützung des 1257 in Aachen zum König gekrönten Richard von Cornwall der Bau einer zweiten Stadtmauer, die etwa 5,3 km lang war und ein Gebiet von 175 Hektar einschloss, also etwa das Vierfache der bisherigen Stadtfläche. Diese Mauer blieb bis zum Ende des 18. Jahrhunderts die Grenze des eigentlichen Stadtgebiets, während die in der Umgebung der Stadt liegenden Ländereien und Dörfer in der Umgebung der Stadt 1336 von Kaiser Ludwig dem Bayern als Aachener Reich offiziell der Iurisdiktion der Stadt unterstellt wurden.
In der ersten Hälfte des 14. Jahrhunderts wurde auf den Resten der Königshalle der alten Pfalz ein neues Rathaus errichtet. In der zweiten Hälfte des 14. Jahrhunderts wurde an das Oktogon der Pfalzkapelle eine gotische Chorhalle angebaut. Die mittelalterliche Stadt, die vorwiegend aus Holz- und Fachwerkhäusern bestand, wurde 1656 bei einem Stadtbrand zum großen Teil zerstört, auch Dachstuhl und Turmhelme des Rathauses brannten ab. Der Neuaufbau erfolgte zunächst noch im Stil der Renaissance, der jedoch bald durch den Barock abgelöst wurde. Vor allem der Barock-Baumeister Johann Joseph Couven und sein Sohn Jakob prägten durch ihr Wirken das Erscheinungsbild der Stadt. Auf Initiative des Mediziners François Blondel entwickelte sich Aachen im 17. und 18. Jahrhundert dank seiner Thermalquellen zu einem der modernsten Bade- und Kurorte seiner Zeit.
Mit dem Einmarsch der Franzosen 1792 und dem Anschluss der Rheinlande an Preußen 1815 wurde Aachen zu einer Bürgermeisterei, die neben dem ummauerten Stadtgebiet einen Teil des ehemaligen Aachener Reiches umfasste. Andere Teile des Aachener Reichs wurden zu eigenständigen politischen Gemeinden. 1802 wurde die ehemalige Pfalzkapelle als Bischofssitz zum Dom. Die unter Napoleon Bonaparte begonnene Schleifung der Stadtmauern wurde im Lauf der Stadterweiterungen des 19. Jahrhunderts fortgeführt, heute sind nur noch wenige Reste erhalten. Nach einigen Großbauten im Stil des Klassizismus zu Beginn des 19. Jahrhunderts erfolgte die weitere Bebauung des alten Stadtgebiets und der außerhalb der Mauern gelegenen neuen Quartiere vorwiegend in den verschiedenen Stilrichtungen des Historismus. Entsprechend diesem Stilempfinden wurde auch dem Dom und dem Rathaus, die zumindest teilweise barockisiert worden waren, wieder ein mittelalterliches Aussehen gegeben.
Das Gebiet der Altstadt wurde im Zweiten Weltkrieg zu wesentlichen Teilen zerstört. Der Wiederaufbau erfolgte unter weitgehender Erhaltung der mittelalterlichen Straßenverläufe und der meisten das Stadtbild bestimmenden Großbauten. Einige Häuser wurden originalgetreu restauriert, andere neu errichtet. Vielfach wurden noch erhaltene Bauwerksteile in den Neubau integriert oder zu anderen Neubauten transloziert. Ein größerer Bereich im Nordwesten der Altstadt wurde, wie auch angrenzende Bereiche im Westviertel und auf der Hörn, für Erweiterungsbauten der RWTH Aachen genutzt. Das Rathaus erhielt erst 1978 wieder neue Turmhelme, die an ihrem mittelalterlichen Erscheinungsbild orientiert sind, wie es beispielsweise auf einer Silberstiftskizze von Albrecht Dürer aus dem Jahre 1520 oder auf einem 1647 von Matthäus Merian geschaffenen Stich überliefert ist.

## Stadtbild

### Straßen, Plätze, Grünanlagen
Trotz der Zerstörungen durch den Stadtbrand von 1657 und den Zweiten Weltkrieg ist der mittelalterliche Stadtgrundriss im Wesentlichen noch zu erkennen. Den Kern der Altstadt bildet der ehemalige Pfalzbezirk mit Dom, Rathaus und dem dazwischenliegenden Katschhof. Durch Ostung der Kaiserpfalz im Gegensatz den dem natürlichen Geländeverlauf folgenden römischen Straßen entstanden im Stadtkern einige dreieckige Plätze, darunter Markt, Hühnermarkt, Hof und Klosterplatz. Viele der Straßen und Plätze in der Nähe des Pfalzbezirks sind als Fußgängerzone ausgewiesen oder verkehrsberuhigt, über die Adalbertstraße erstreckt sich die Fußgängerzone bis zum Kaiserplatz.
Der ursprüngliche Verlauf der Barbarossamauer ist noch an dem Grabenring zu erkennen, einer Ringstraße, die dem Verlauf des ursprünglich vor der Mauer gelegenen Stadtgrabens folgt und deren Straßennamen überwiegend auf „-graben“ enden (Templergraben, Karlsgraben, Löhergraben, Alexianergraben, Kapuzinergraben, Friedrich-Wilhelm-Platz, Holzgraben, Dahmengraben, Komphausbadstraße, Seilgraben, Hirschgraben). Entlang dieses Straßenrings sind noch kleinere Teilstücke der Barbarossamauer erhalten.
Im Süden ist der Grabenring zu einem Platz aufgeweitet, dem Friedrich-Wilhelm-Platz, an dem der klassizistische Elisenbrunnen liegt. Hinter dem Elisenbrunnen liegt mit dem Elisengarten die einzige größere Grünanlage im Inneren des Altstadtbereichs. Eine archäologische Vitrine im Elisengarten gibt, wie einige kleinere archäologische Fenster der Altstadt, Einblicke in archäologische Funde der Aachener Stadtgeschichte. Am unteren Ende der Sandkaulstraße liegt der kleine Sandkaulpark. Weitere Grünanlagen sind der Veltmannplatz am Nordrand der Altstadt und der Mittelstreifen des Alleenrings zwischen Ponttor und Kaiserplatz.

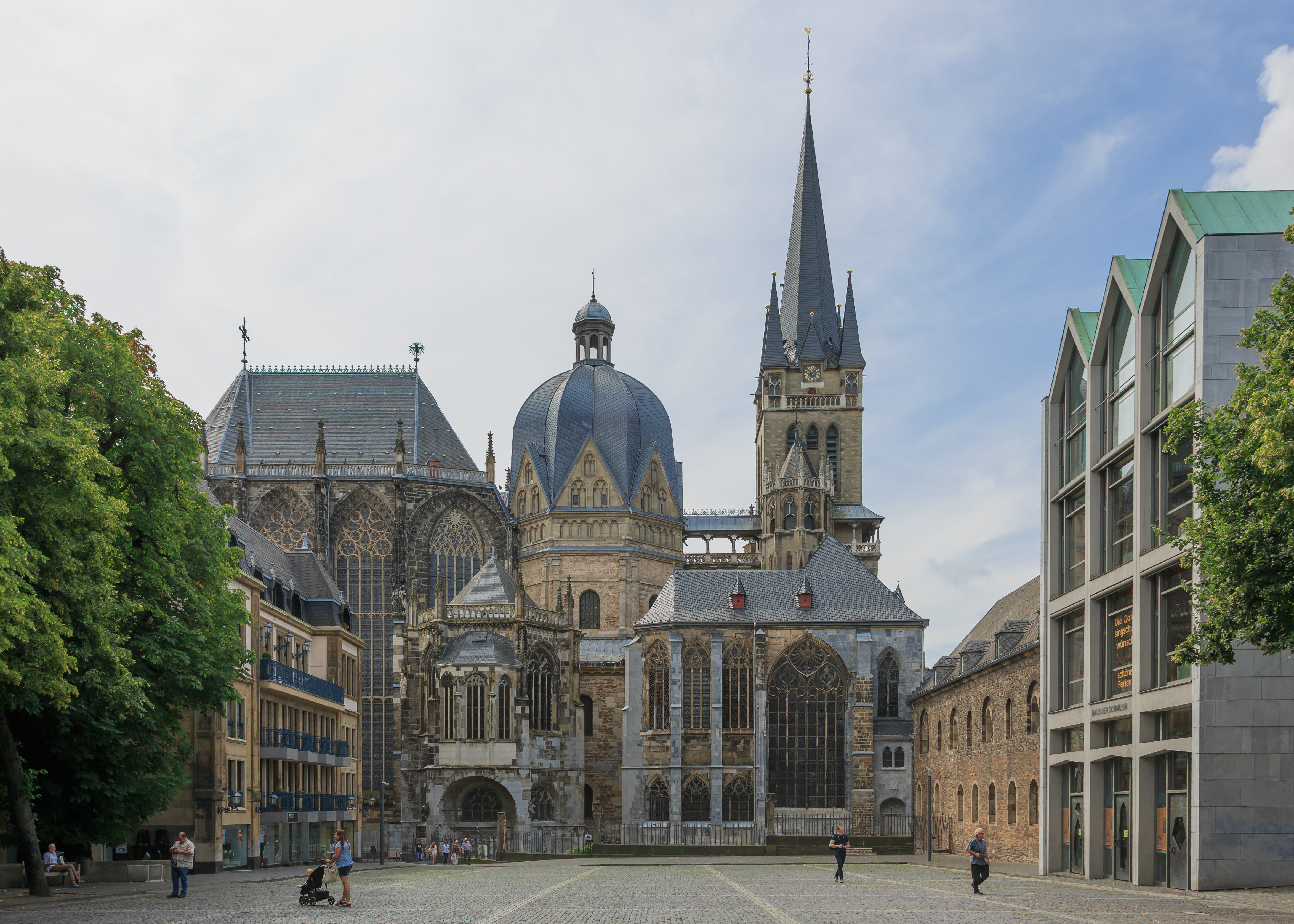
Katschhof mit Dom
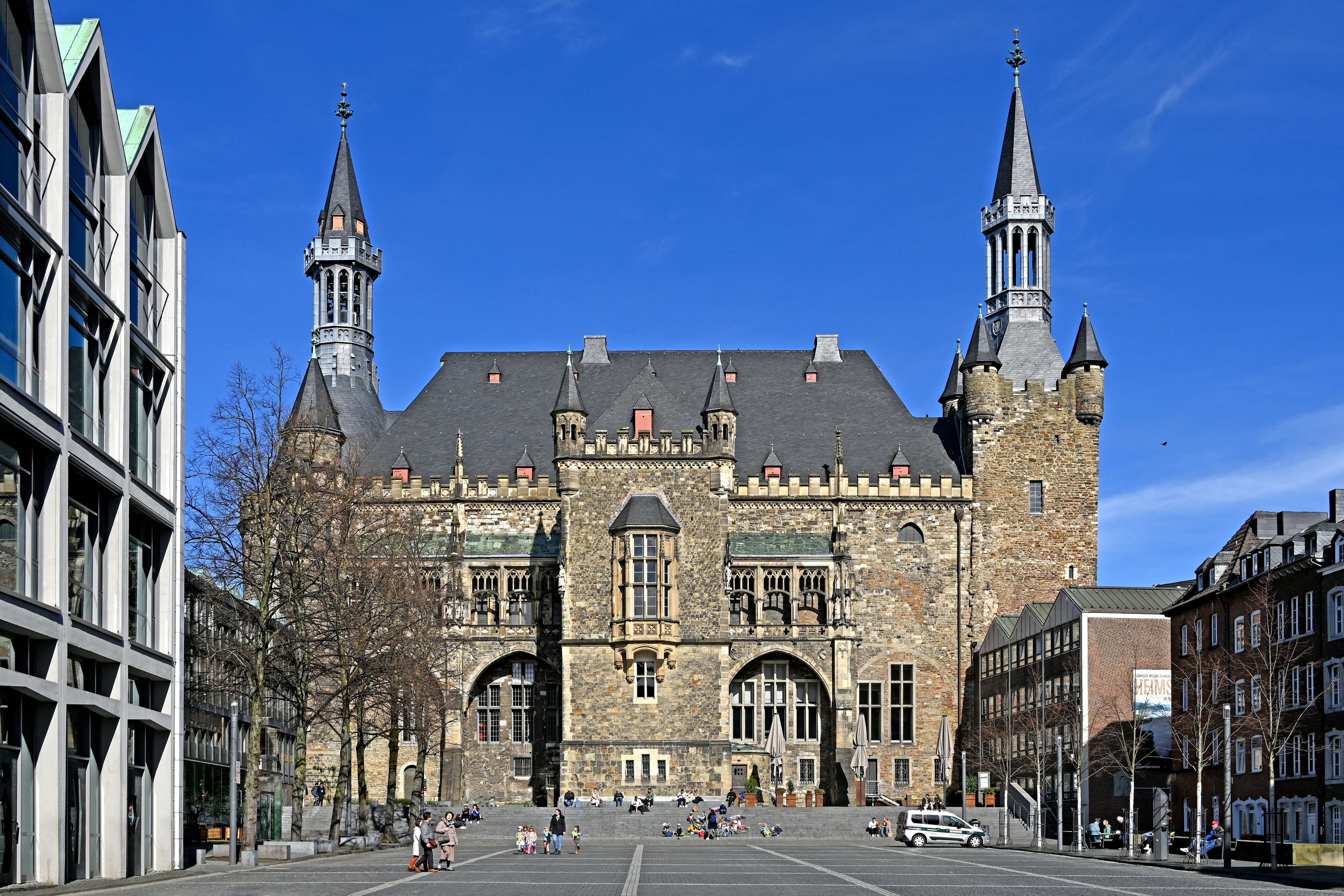
Katschhof mit Rathaus
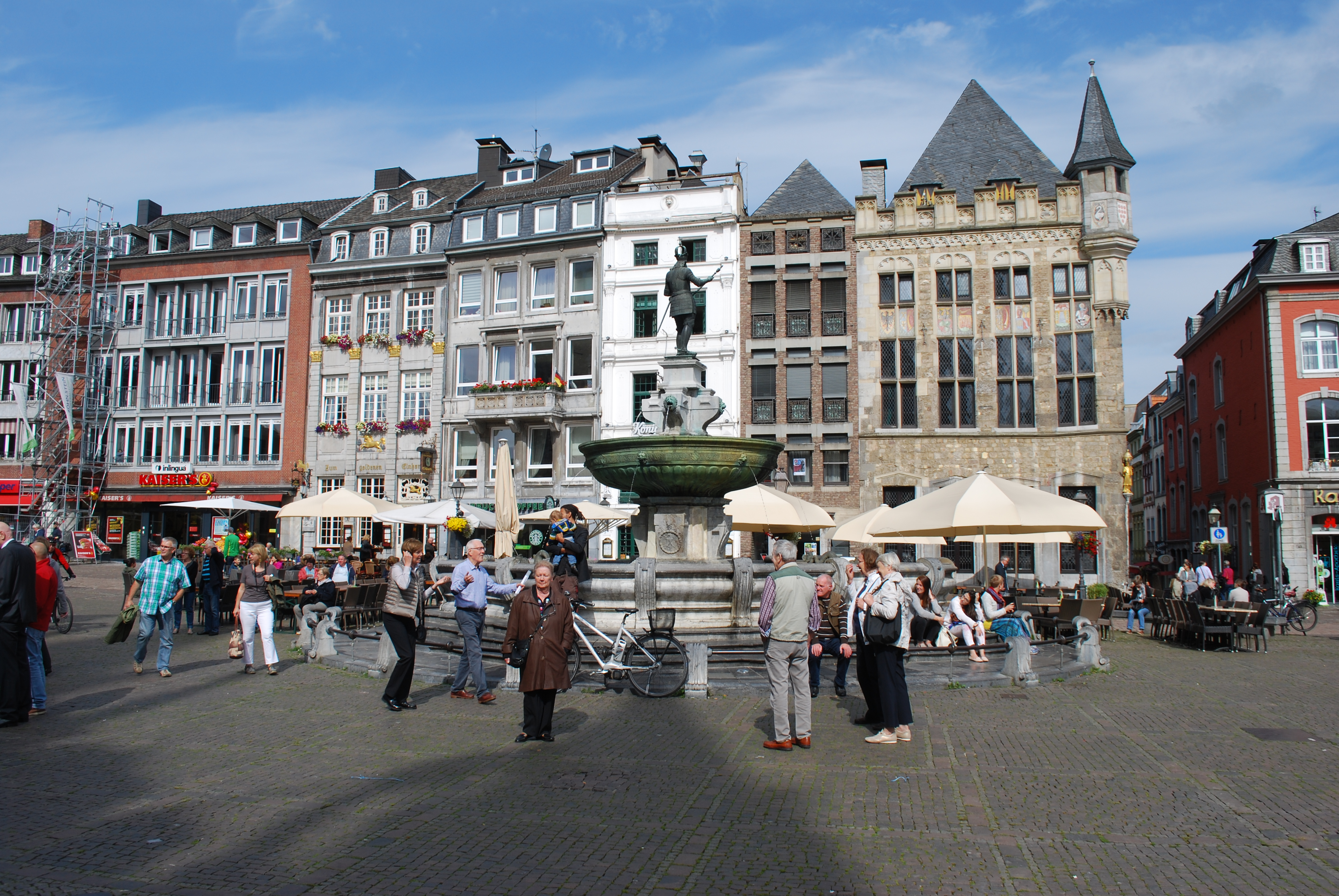
Marktplatz mit Karlsbrunnen
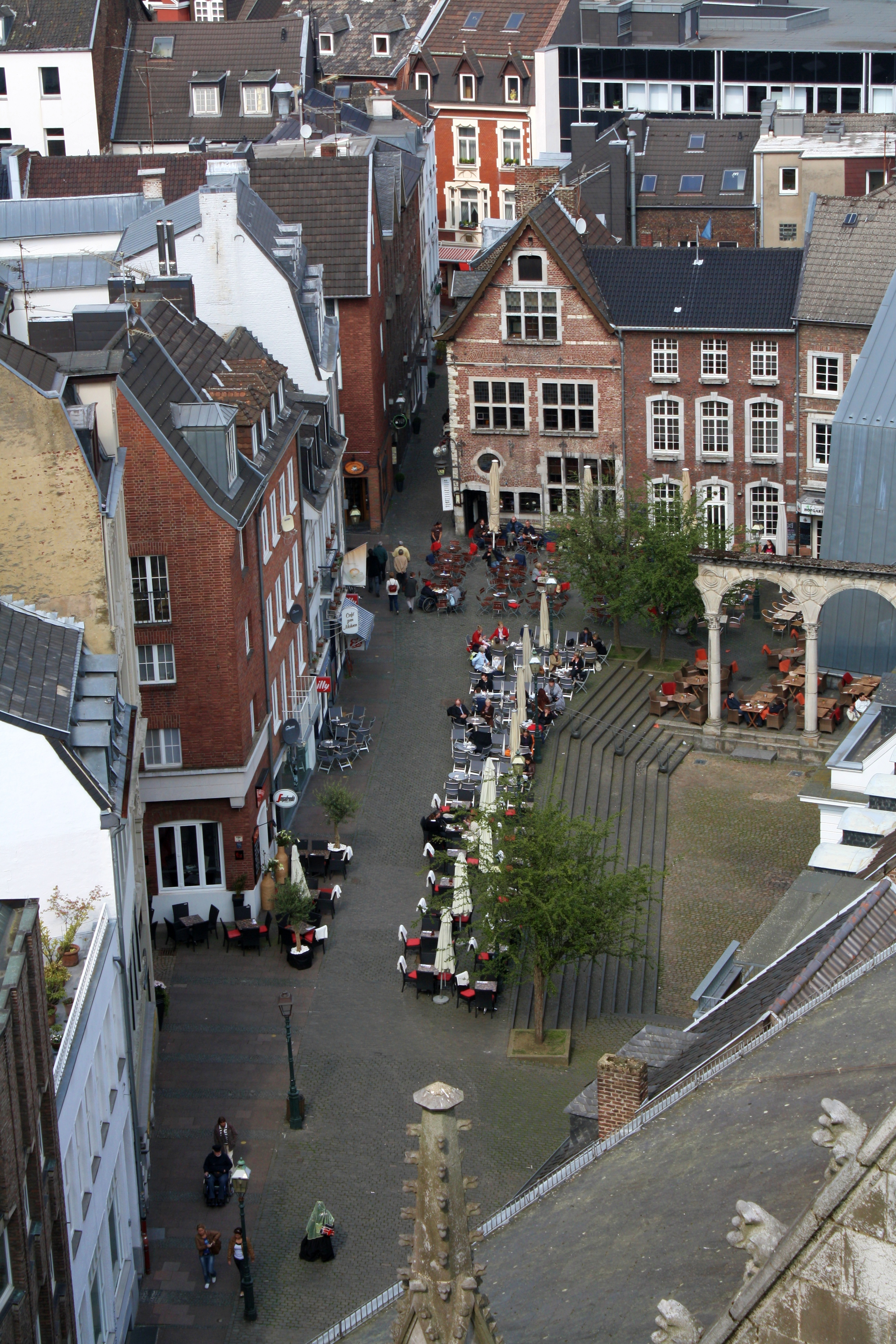
Hof
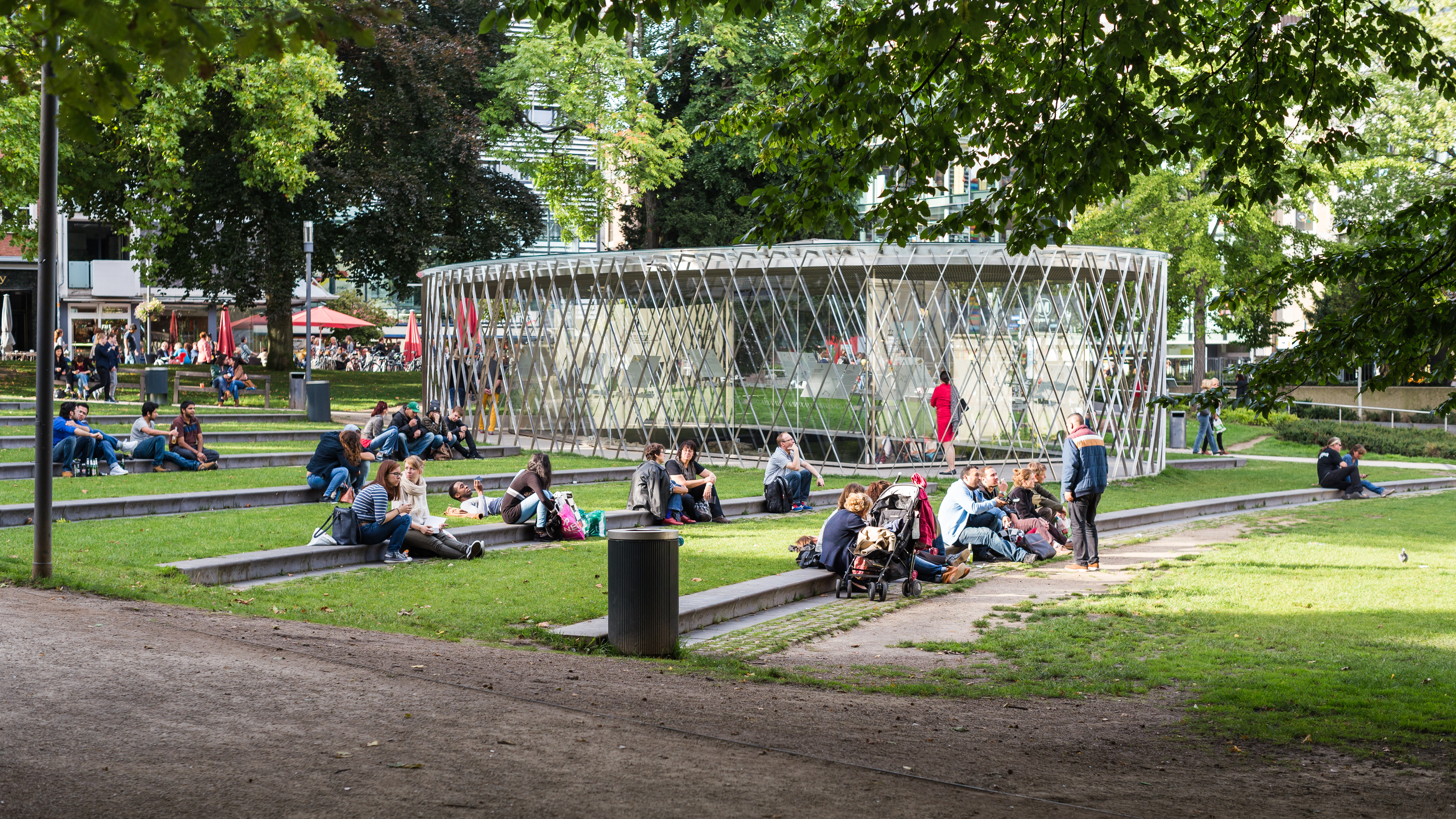
Elisengarten mit archäologischer Vitrine

### Bauwerke
Zu den mittelalterlichen Bauwerken, die den Stadtbrand überlebt haben, zählen neben Dom und Rathaus vor allem die beiden ehemaligen Stadttore Ponttor und Marschiertor, einige Türme der Stadtmauer, die romanische Adalbertskirche, das gotische Grashaus am Fischmarkt, das Haus Löwenstein am Markt und das Große Haus von Aachen in der Pontstraße. Ein Beispiel für den noch der Renaissance verhafteten Baustil beim Wiederaufbau nach dem Stadtbrand zeigen das Haus mit dem Hausnamen Rote Burg am Büchel, das an den Granusturm des Rathauses angebaute Gebäudeensemble Eulenspiegel/Postwagen. Zu den zur Zeit von Barock und Rokoko errichteten Bauten zählen vor allem die Pfarrkirche St. Peter, das von Vater und Sohn Couven gemeinsam errichtete Wylre’sche Haus in der Jakobstraße sowie das Alte Kurhaus, das Haus Brüssel am Markt und das Haus Monheim am Hühnermarkt, drei Werke des jüngeren Couven.
Zur Zeit des Klassizismus entstanden vor allem die Säulenhalle des Elisenbrunnens, der Neubau des Quirinusbades, das Theatergebäude am Theaterplatz und das benachbarte Verwaltungsgebäude, das bis 1972 Sitz der Regierung des damals aufgelösten Regierungsbezirks Aachen war. Aus der Zeit des Historismus stammen neben zahlreichen Wohnbauten unter anderem das neoromanische Kapuziner Karree am Kapuzinergraben, ursprünglich Sitz des Hauptpostamts, die neogotische Heilig-Kreuz-Kirche an der Pontstraße, das Hauptgebäude der RWTH Aachen am Templergraben im Stil der Neorenaissance und das neobarocke Bankhaus Suermondt in der Theaterstraße. Das Bankhaus Kapuzinergraben gegenüber dem Theater ist in einem Mischstil aus Neobarock und Jugendstil errichtet, das herausragendste Beispiel des Jugendstils in der Aachener Altstadt ist das städtische Hallenbad der Elisabethhalle.
Ein Beispiel für die Neue Sachlichkeit ist das 1925–1929 errichtete Rogowski-Institut neben dem Hauptgebäude der RWTH. Nach den Zerstörungen des Zweiten Weltkriegs wurde die ehemals gotische Kirche St. Foillan unter Einbeziehung der erhaltenen Teile im modernen Stil wiederaufgebaut. Zu den modernen Nachkriegsbauten zählen ein Gebäude der Aachener Domsingschule am Katschhof sowie Erweiterungsbauten der RWTH Aachen: das Audimax an der Wüllnerstraße und das Kármán-Auditorium gegenüber dem Hauptgebäude. Im 21. Jahrhundert entstanden das SuperC, ein Servicegebäude der RWTH Aachen am Templergraben, und das Aquis Plaza, ein Einkaufszentrum am Kaiserplatz.

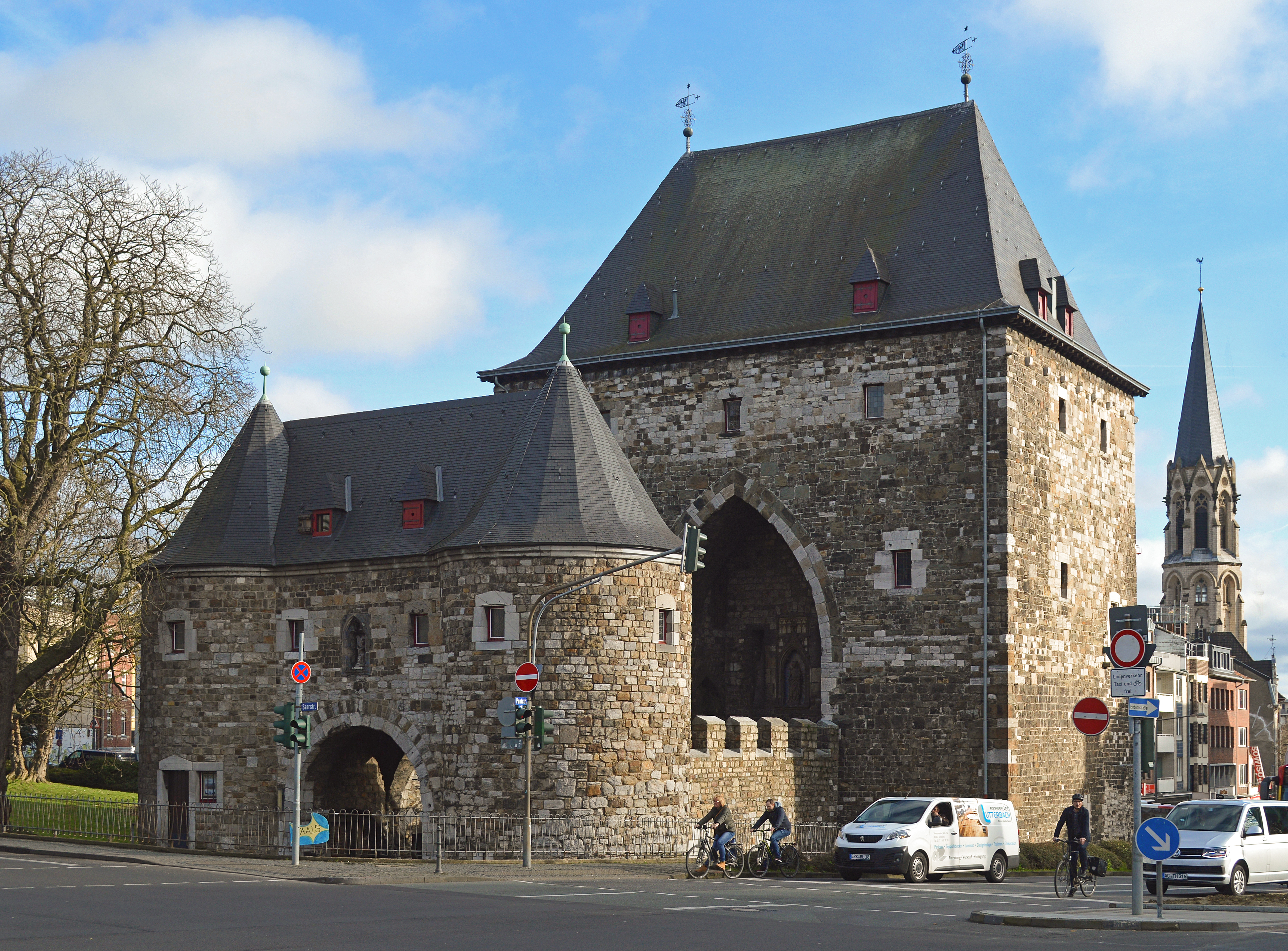
Ponttor
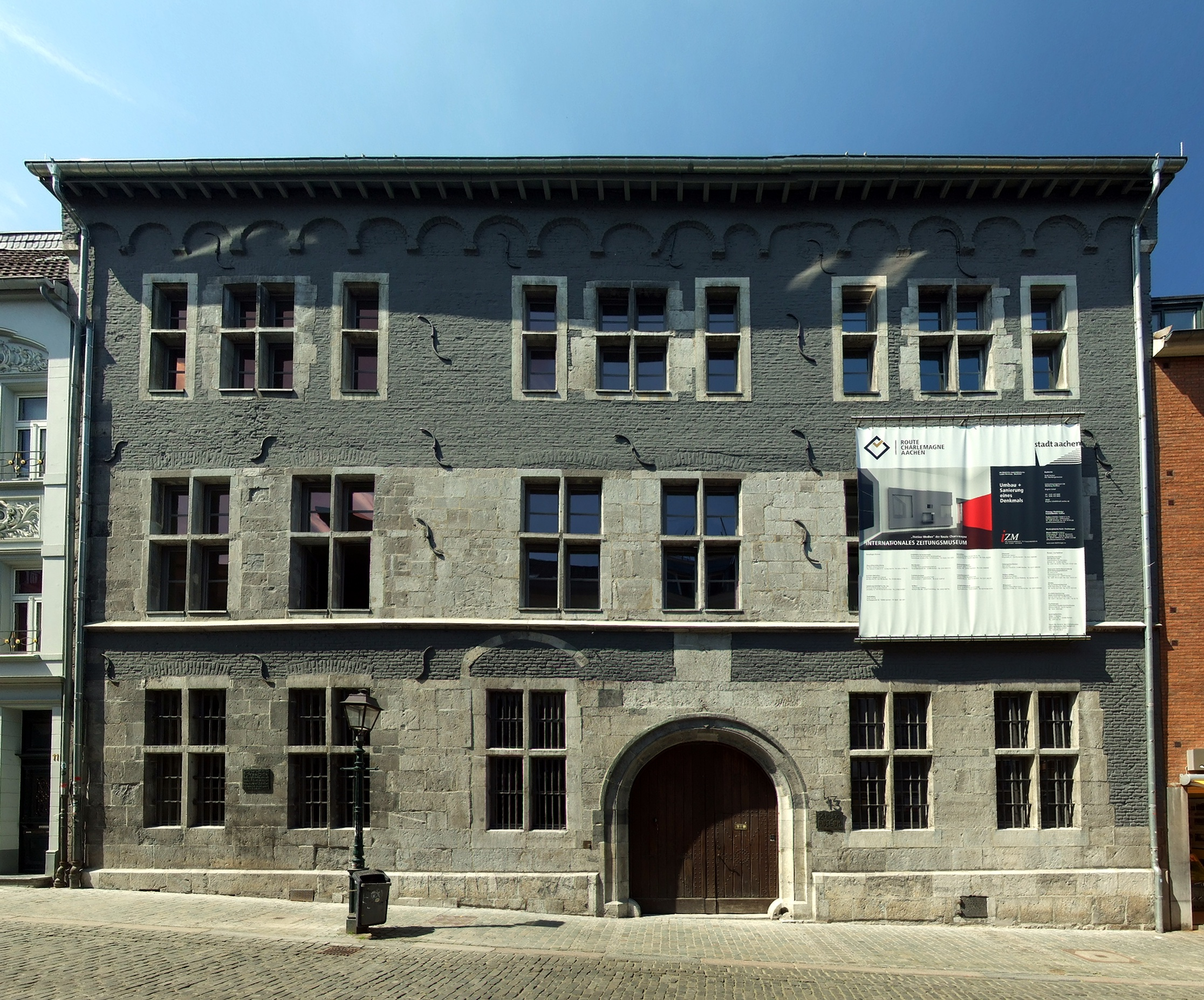
Großes Haus (2010)
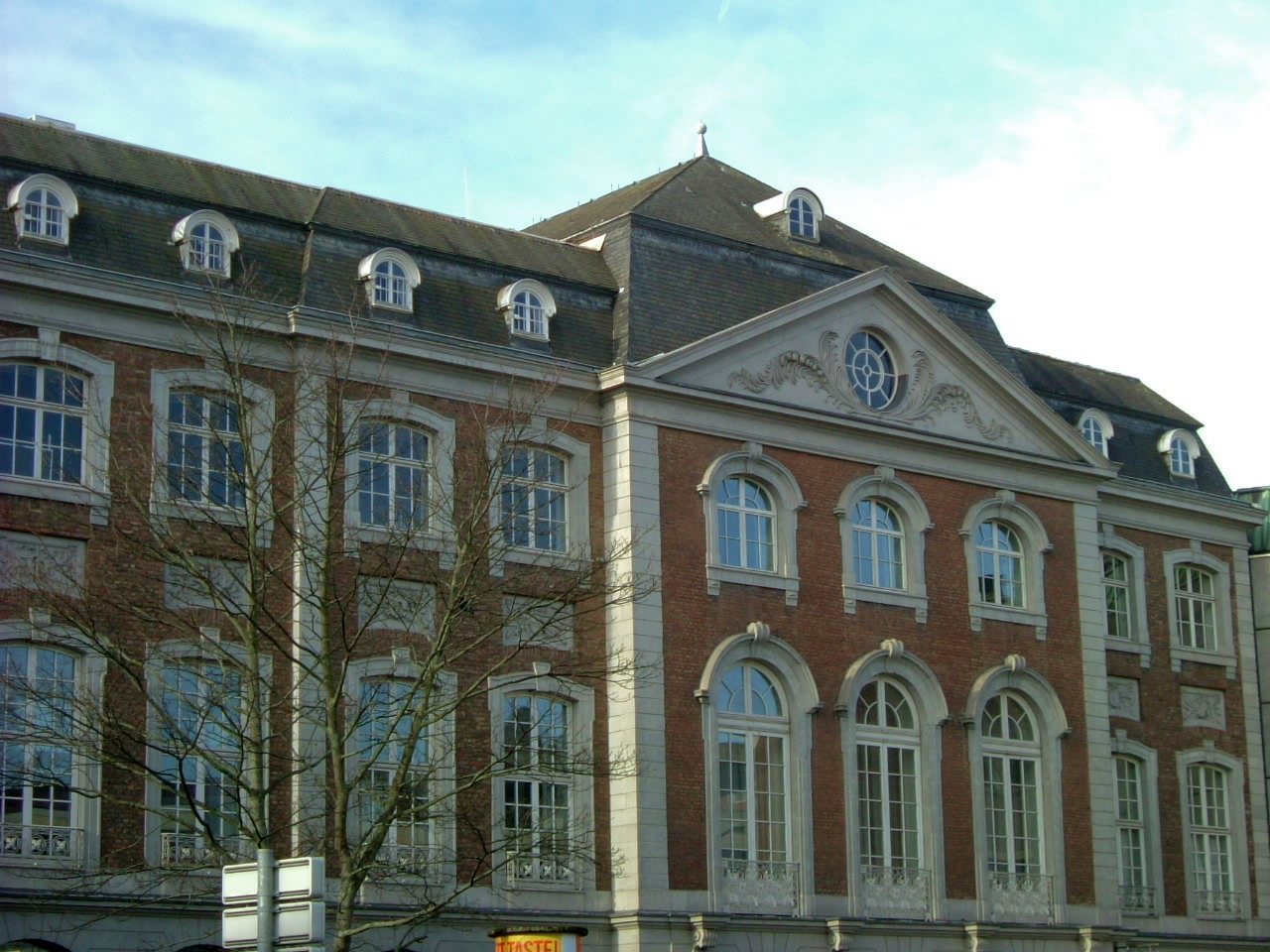
Altes Kurhaus
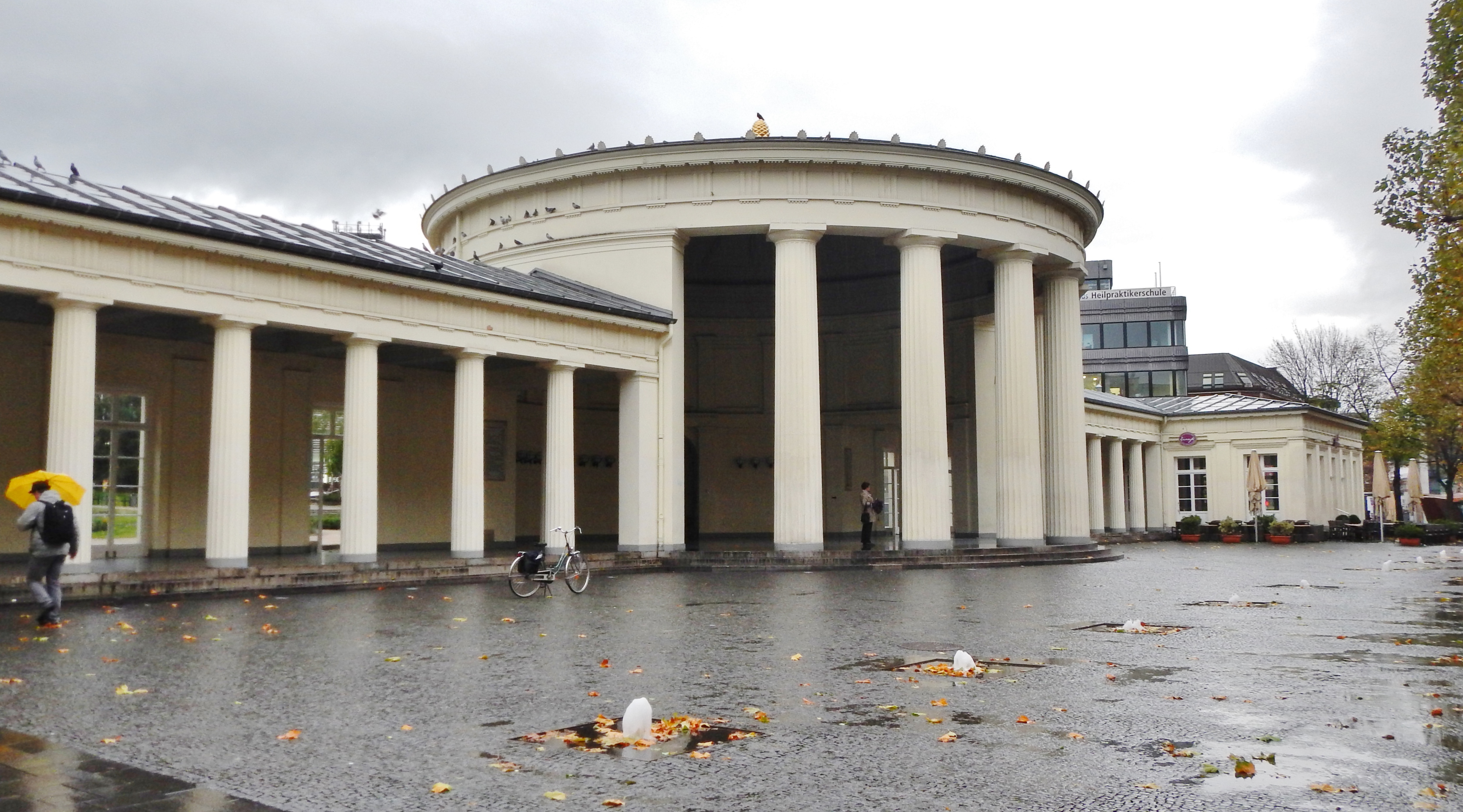
Elisenbrunnen
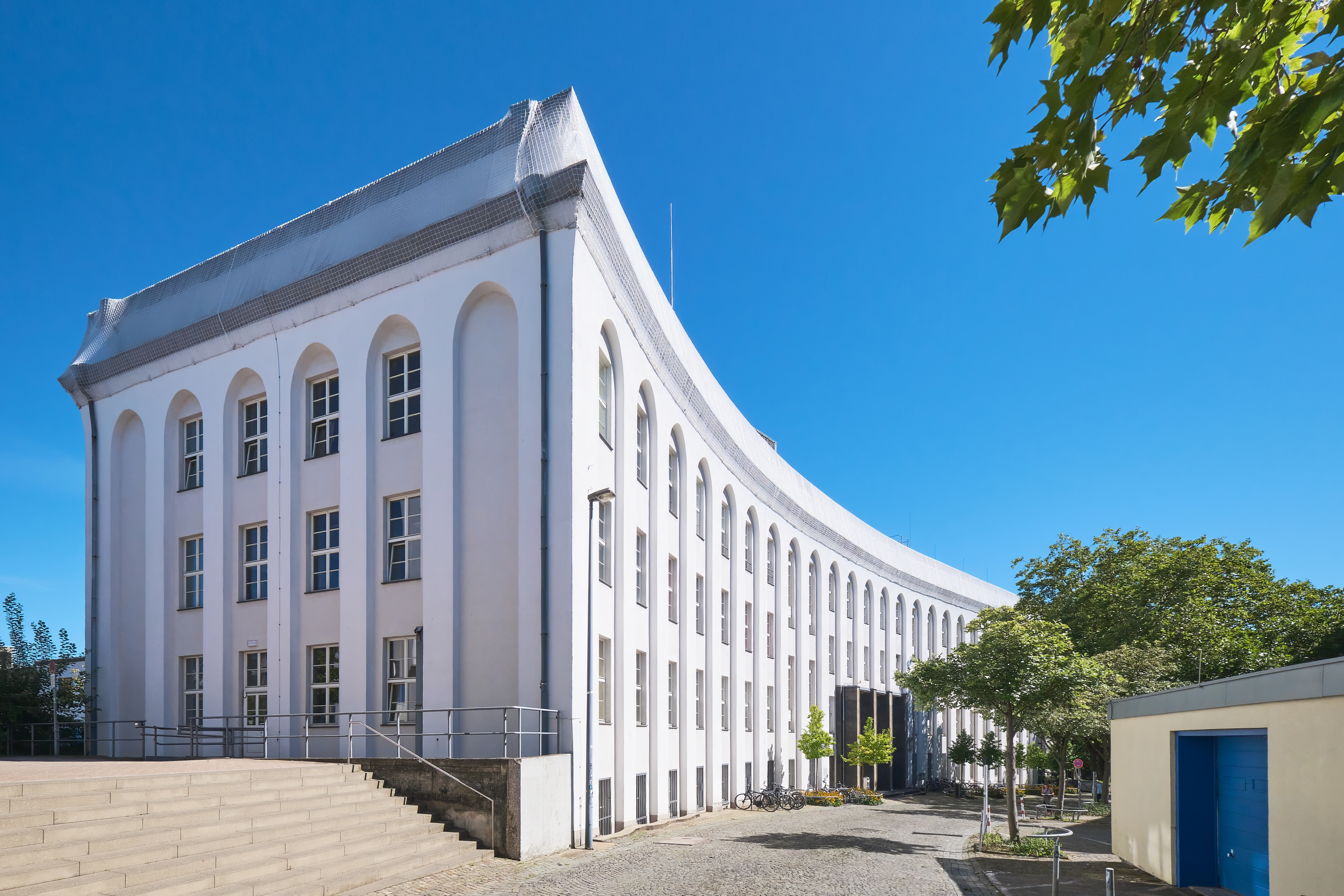
Rogowski-Institut
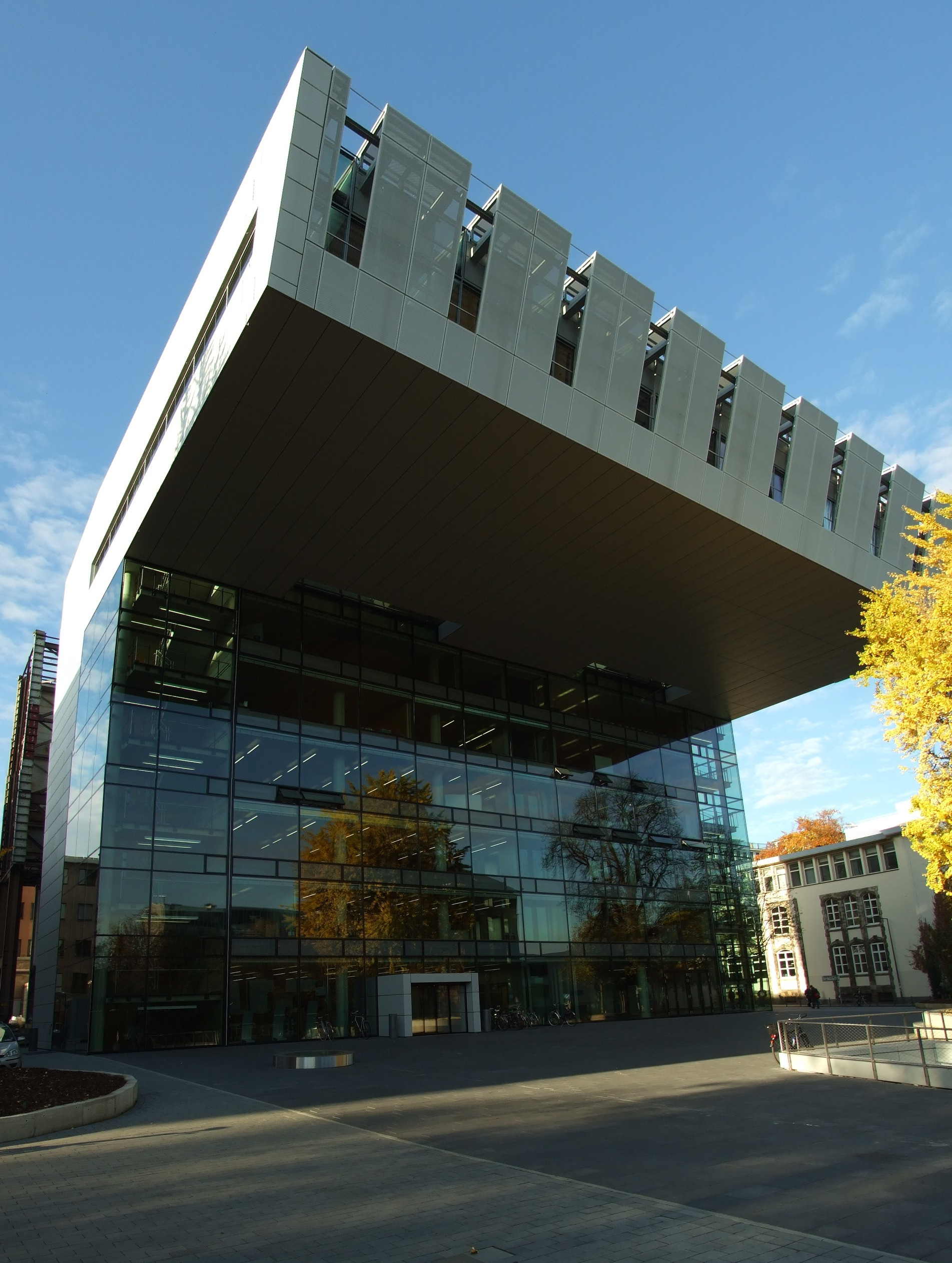
Super C

### Brunnen und Plastiken
Neben dem Elisenbrunnen, dem einzigen Trinkbrunnen für Thermalwasser, gibt es in der Aachener Altstadt auch zahlreiche Zierbrunnen. Der älteste darunter ist der Karlsbrunnen auf dem Markt mit einem von Johann Joseph Couven 1735 entworfenen Brunnenbecken, einer Brunnenschale aus Bronze, im Volksmund zweideutig Eäzekomp (= eherne Schale oder Erbsenschüssel) genannt, und einer 1620 gegossenen Statue Karls des Großen. 1825 wurde die Hotmannspief als Zierbrunnen anstelle eines früheren Laufbrunnens errichtet. An den vier Seiten eines Obelisks sind vergoldete Gusseisenfiguren von Frauen im Halbrelief angebracht, die in ihren Händen Kannen halten, aus denen Wasser in je eine Brunnenschale fließt. Zu den am Anfang des 20. Jahrhunderts entstandenen Brunnen mit Brunnenfigur zählen beispielsweise das Fischpüddelchen am Fischmarkt, der Hühnerdieb am Hühnermarkt und der Wehrhafte Schmied in der Jakobstraße.
Aus den 1960er Jahren stammen der Karlshofbrunnen im Innenhof des AOK-Gebäudes am Markt, der mit seinem achteckigen Grundriss an das Oktogon des Doms erinnert und auf sieben seiner acht Bronzetafeln den Bildungskanon der sieben freie Künste darstellt, der Bahkauvbrunnen am Büchel, der eine Sagengestalt aus Aachen darstellt und als Ersatz für einen gleichnamigen, im Zweiten Weltkrieg zerstörten Brunnen geschaffen wurde, sowie der Türelüre-Lißje-Brunnen in der Klappergasse, der den Inhalt eines traditionellen Volkslieds darstellt. Weitere moderne Brunnen sind der mit seinen beweglichen Figuren zum Spielen einladende Puppenbrunnen in der Krämerstraße, der Brunnen in der Hartmannstraße, in dem der Kreislauf des Geldes durch das Kreisen des Wassers symbolisiert wird und an dessen Rand mehrere Figuren verschiedene Arten des Umgangs mit Geld darstellen, sowie der sich wie eine Blüte öffnende und schließende Kugelbrunnen in der Adalbertstraße.
Zahlreiche Plastiken an Straßen und Plätzen der Stadt dienen der künstlerischen Bereicherung des Stadtbilds, darunter der fröhliche Hengst auf dem Theaterplatz, der an die Bedeutung Aachens als Reiterstadt erinnert, das Kehrmännchen am Annuntiatenbach, das diesen Berufsstand im Rahmen der Stadtreinigung ehrt, das Klenkes-Denkmal am Templergraben, das dem als Gruß- und Erkennungszeichen von Aachenern untereinander verwendeten Klenkes gewidmet ist, und die Regenschirmdamen in der Großkölnstraße, die auf das sprichwörtliche Aachener Wetter anspielen.

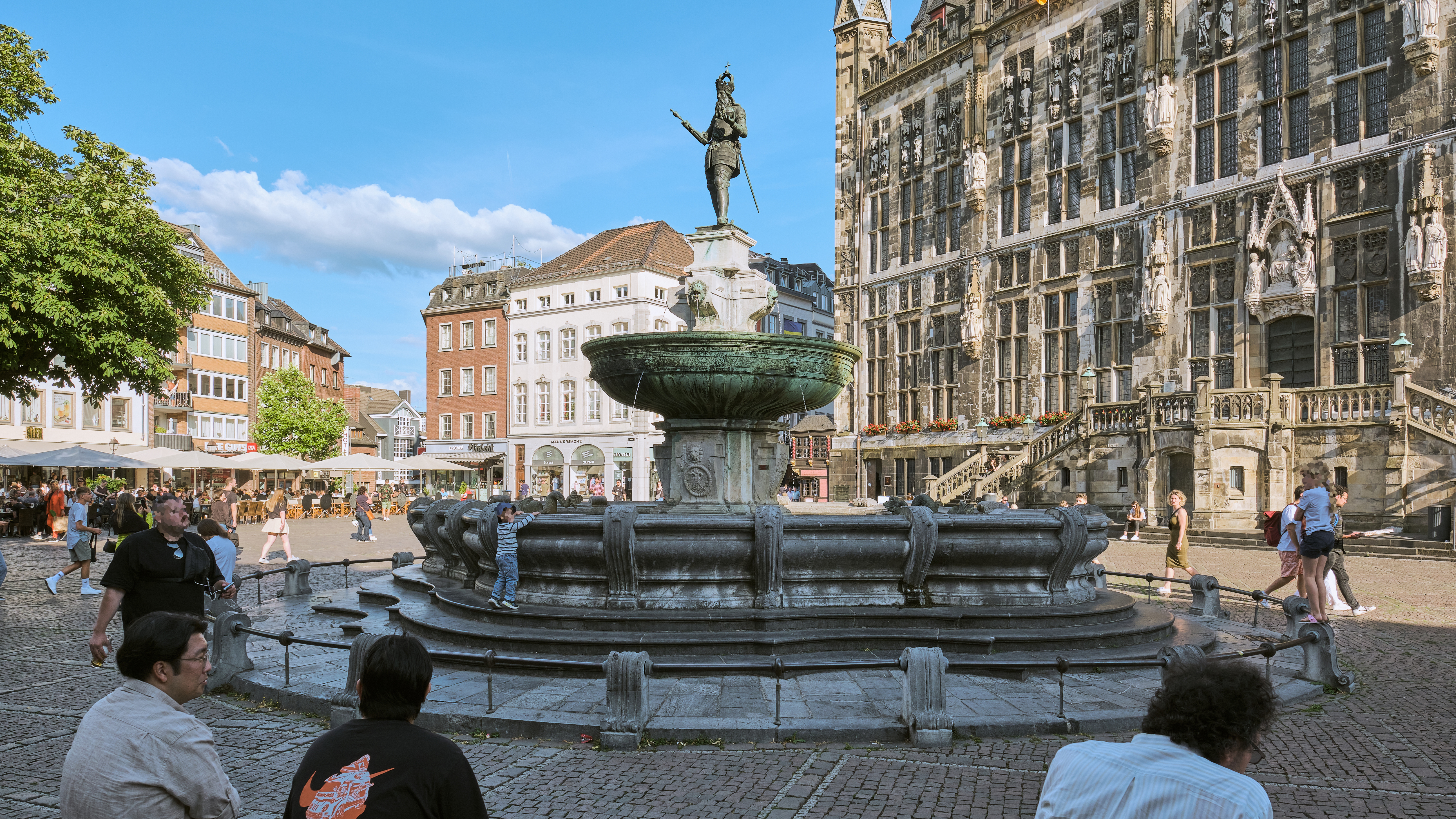
Karlsbrunnen
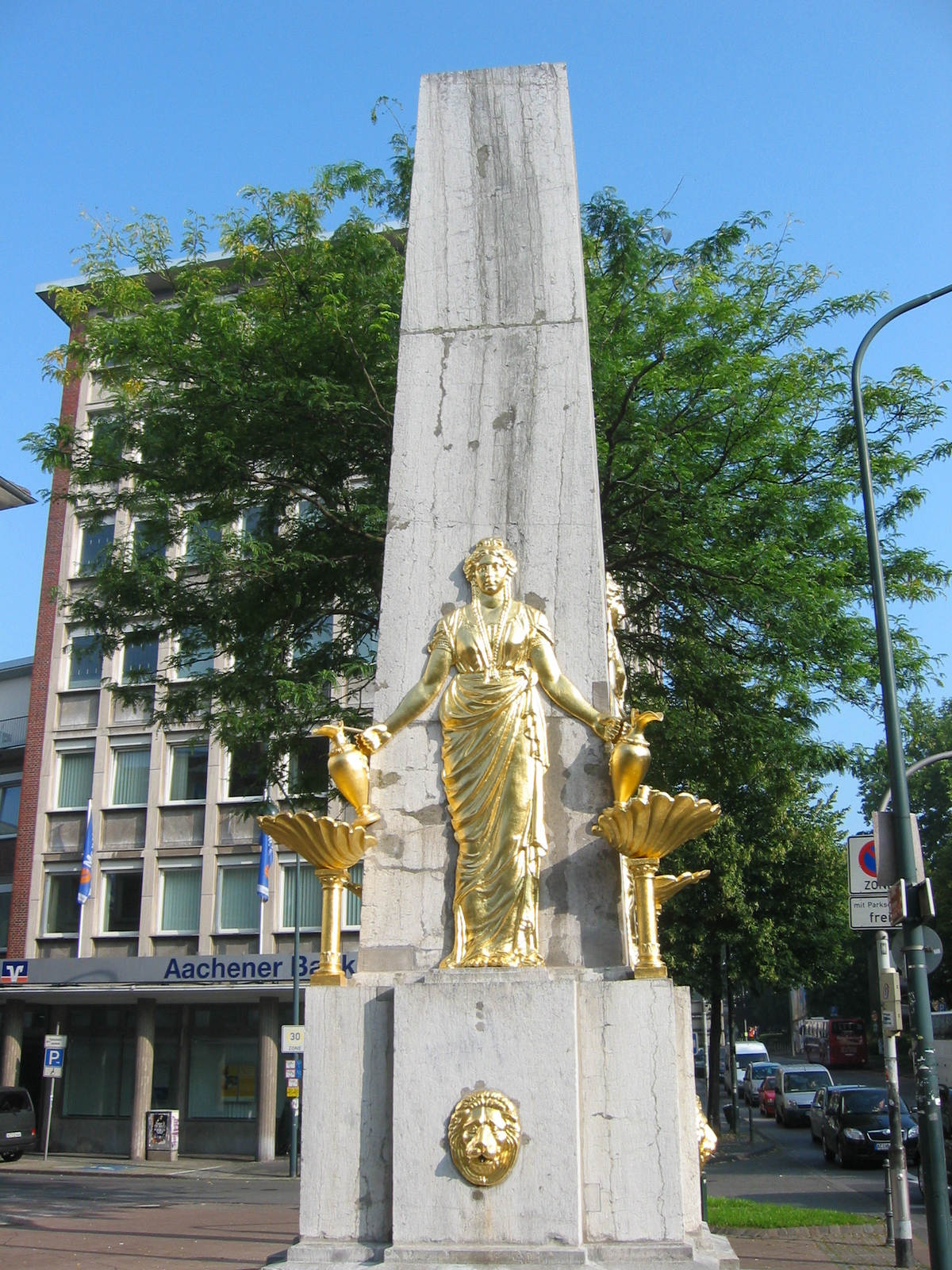
Hotmannspief
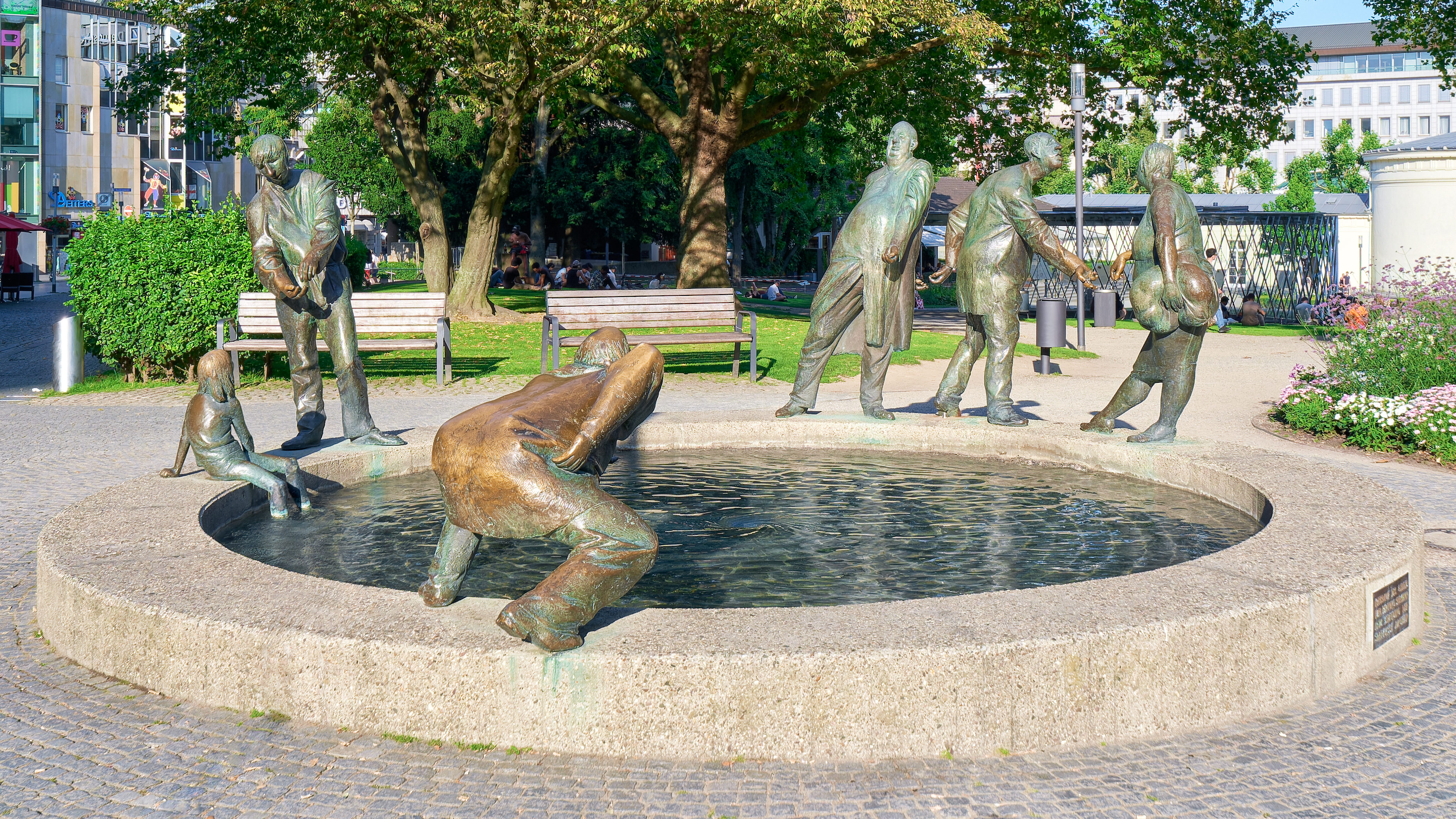
Kreislauf des Geldes
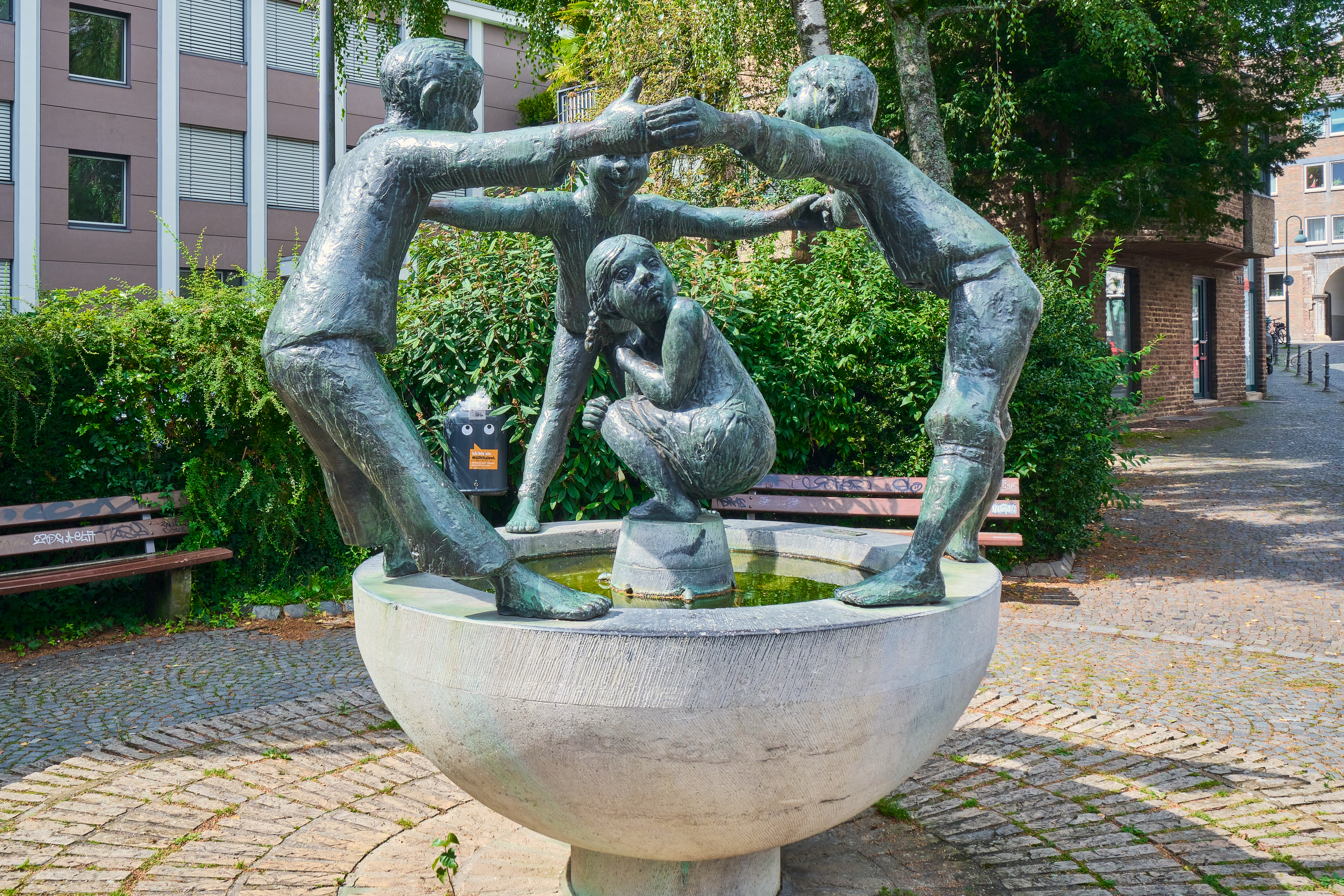
Türelüre-Lißje
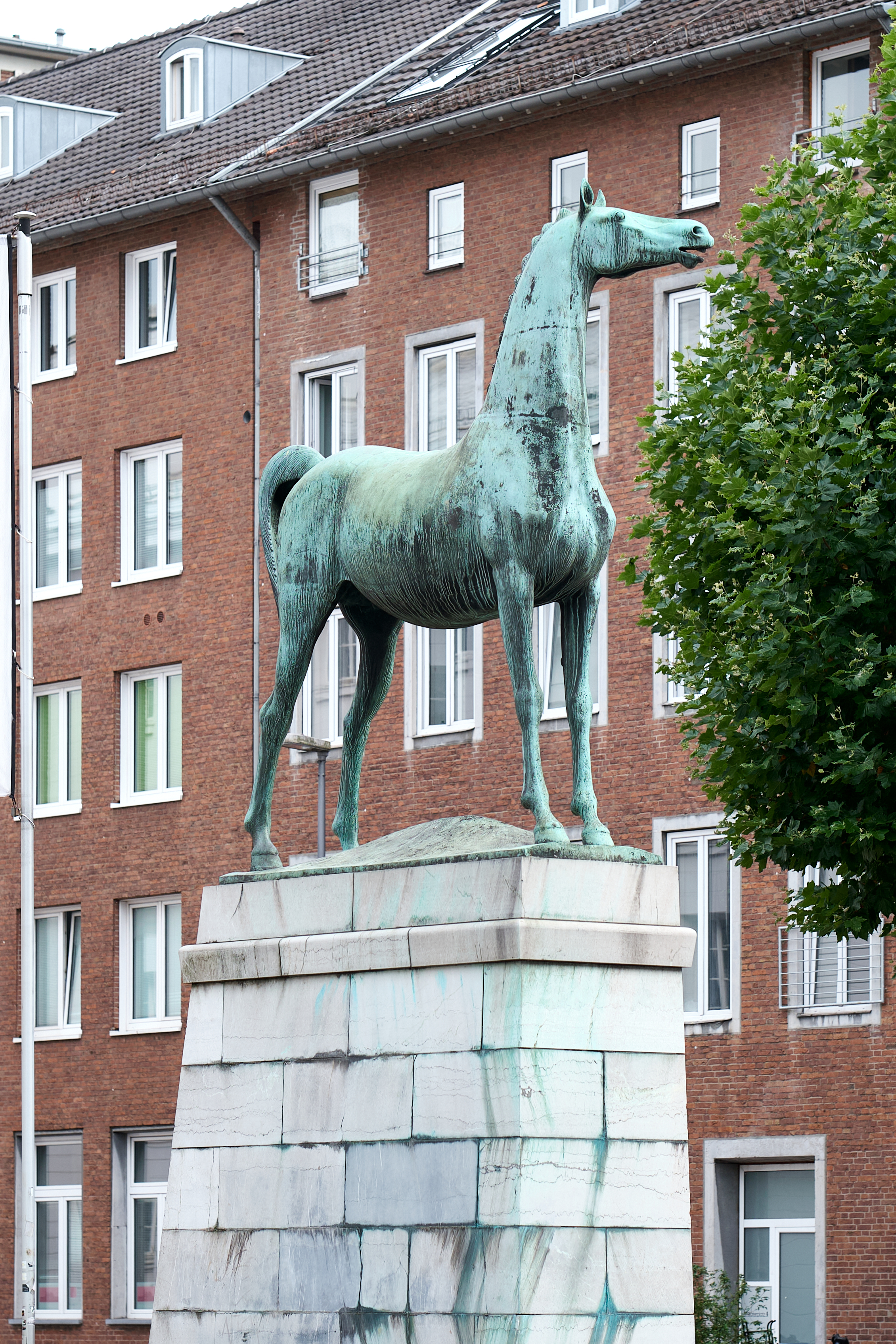
Der fröhliche Hengst
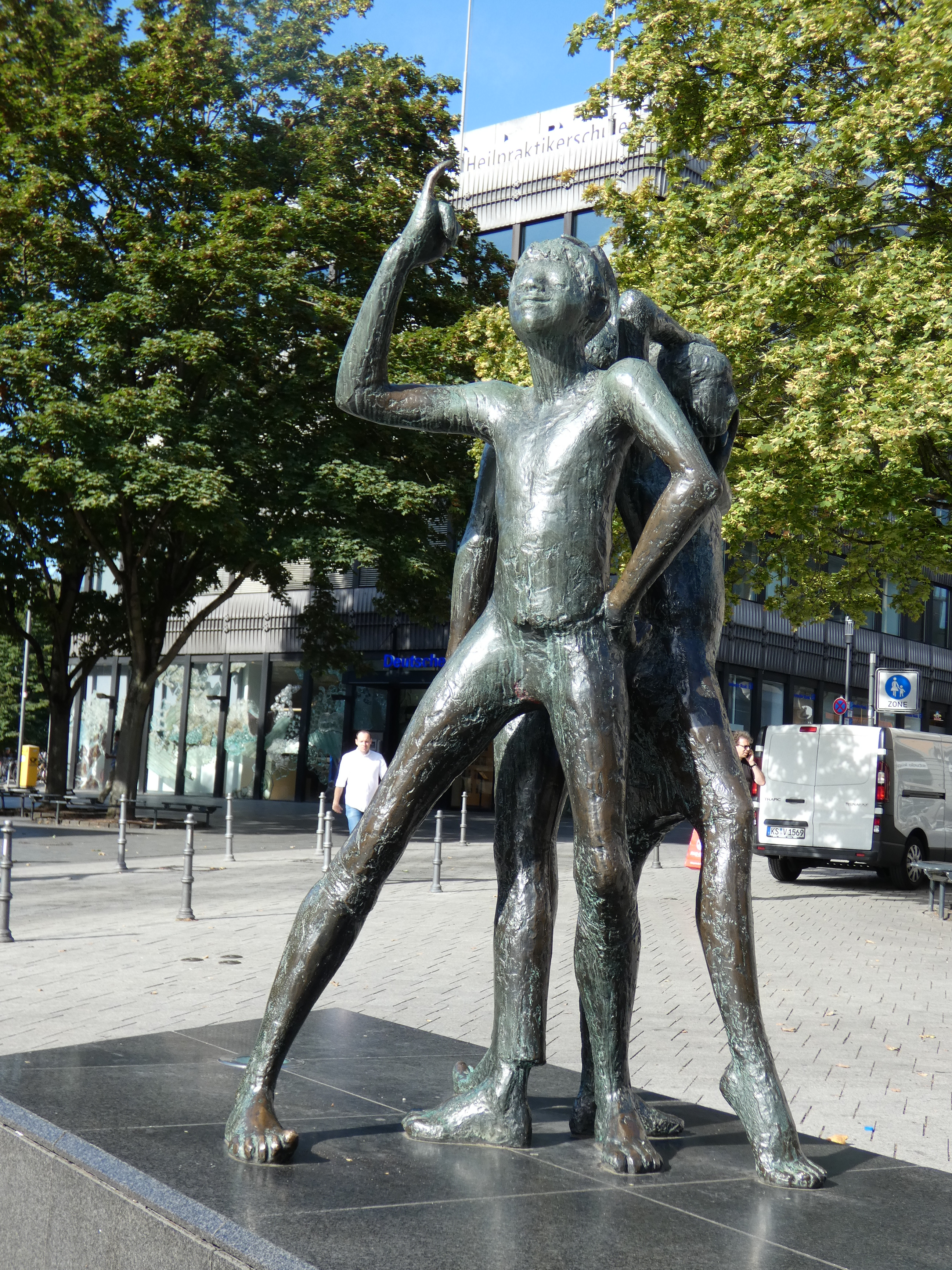
Klenkes-Denkmal
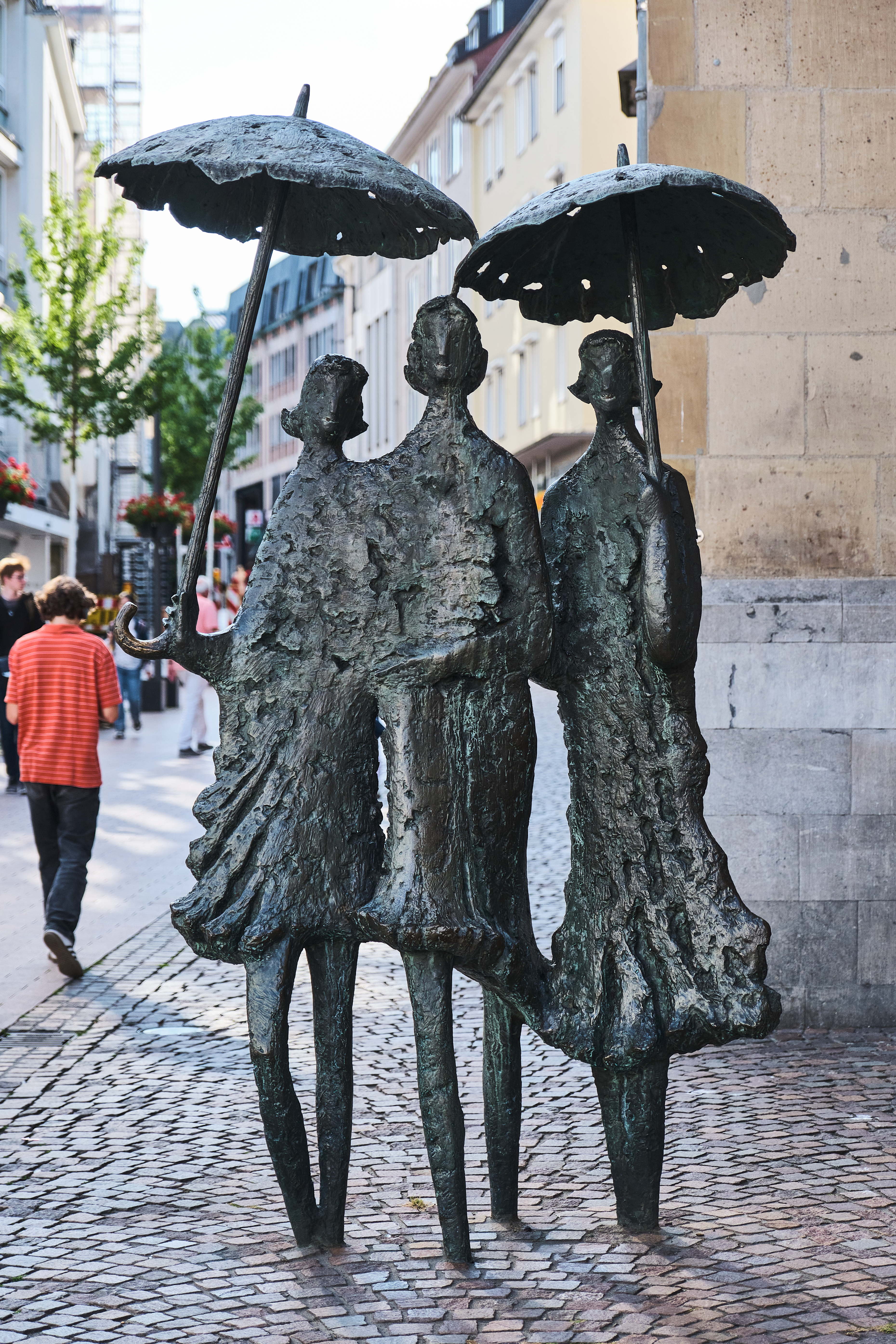
Regenschirm-Damen

## Einrichtungen

### Bildungseinrichtungen

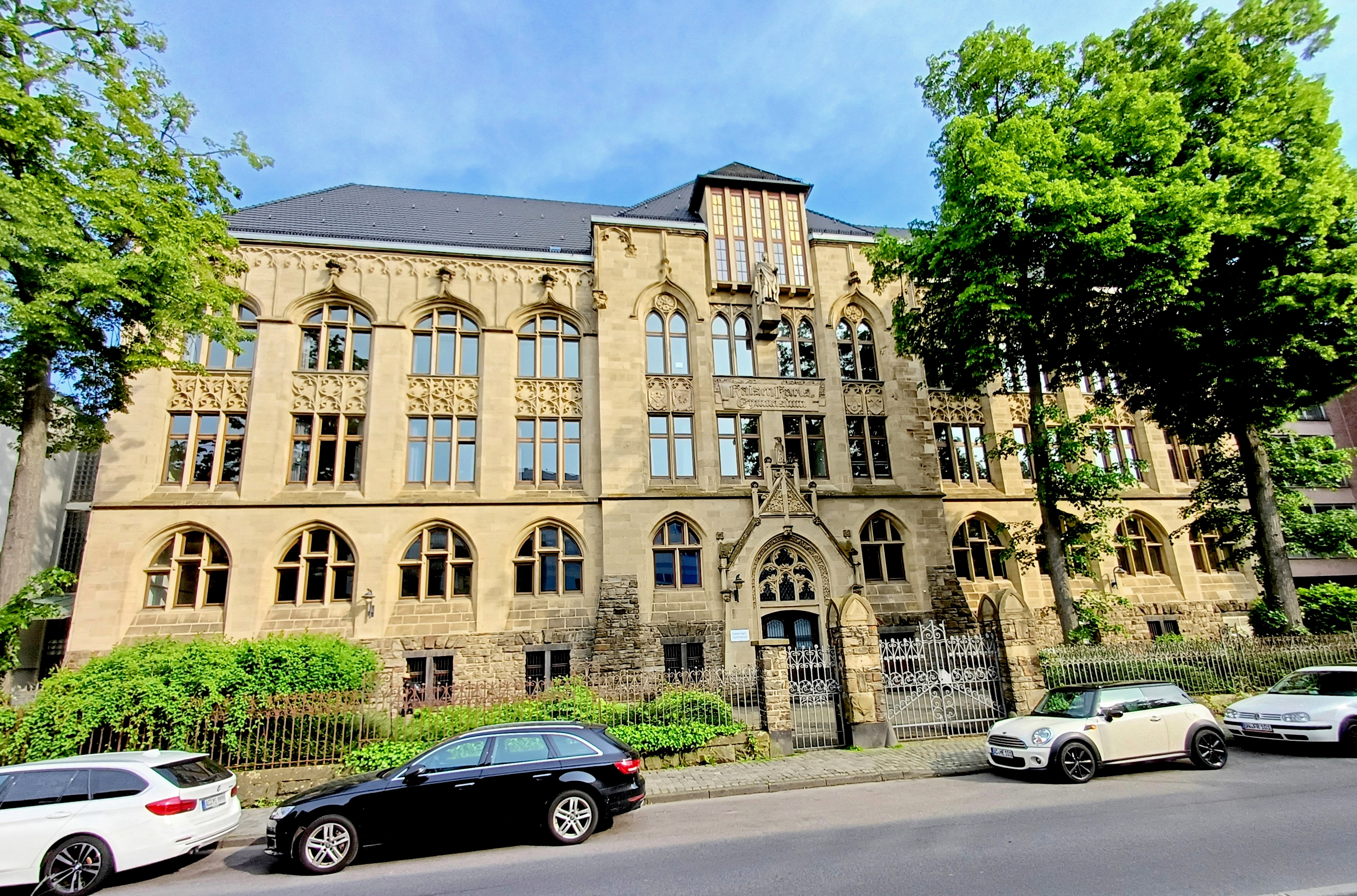
Kaiser-Karls-Gymnasium

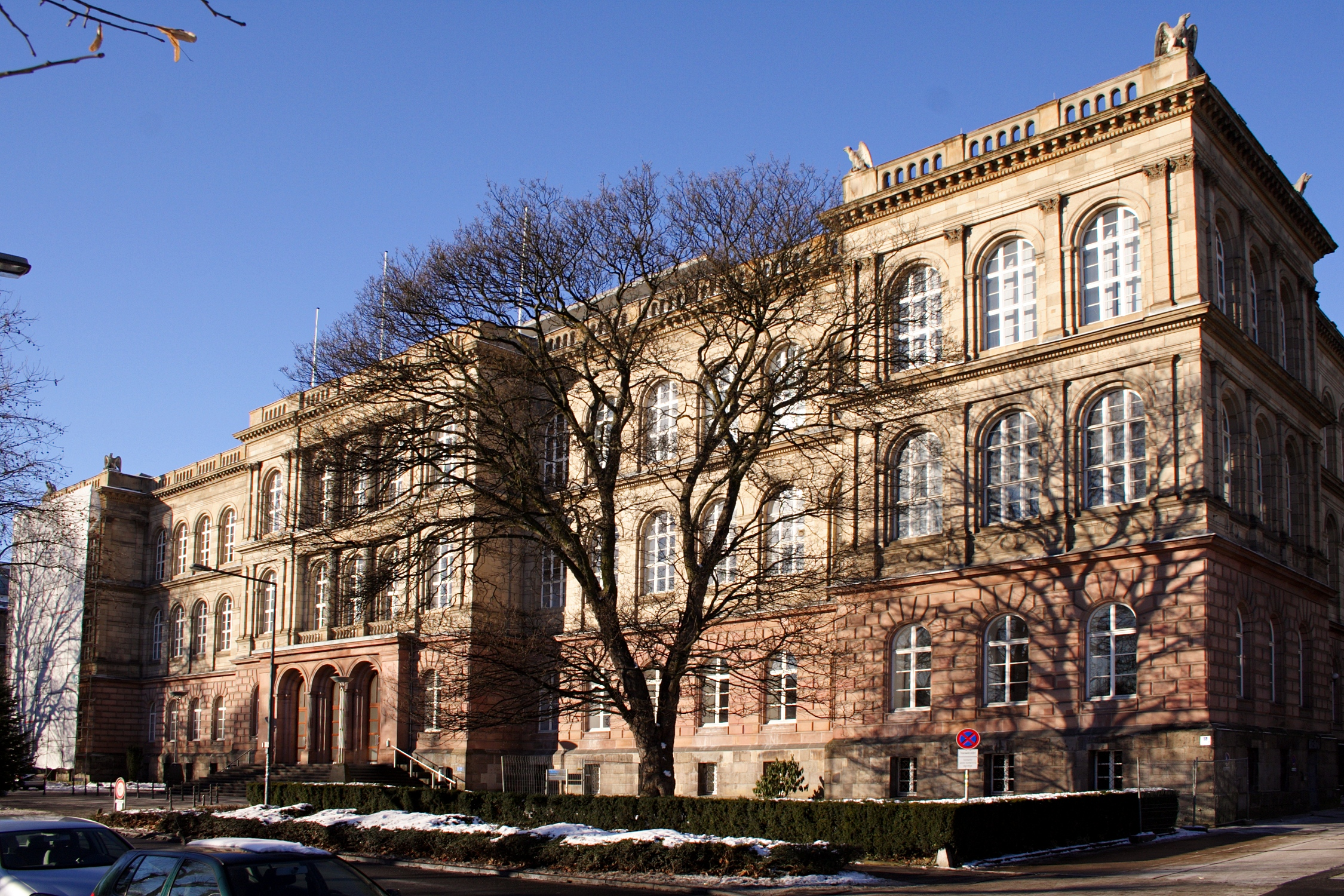
Hauptgebäude der RWTH Aachen

In der Aachener Altstadt liegen mehrere Gymnasien. Das Kaiser-Karls-Gymnasium am Augustinerbach ist das älteste Gymnasium der Stadt Aachen und geht auf eine 1601 eröffnete Jungenschule der Jesuiten-Kommunität Aachen zurück. 1773 wurde es zu einer städtischen Schule, 1803 wurde es als Sekundärschule nach französischem Vorbild im aufgelösten Augustinerkloster an der Pontstraße errichtet. Die ehemalige Klosterkirche St. Katharina dient seitdem unter dem Namen Aula Carolina als Aula des Gymnasiums und steht außerhalb der Schulzeiten für externe Veranstaltungen zur Verfügung.
Das St. Leonhard Gymnasium in der Jesuitenstraße geht auf eine von den Sepulchrinerinnen gegründete höhere Töchterschule zurück. 1878 wurde die Schule im Rahmen des Kulturkampfes zu einer städtischen Schule und 1909 zum Gymnasium. Das von den Aachener Ursulinen gegründete St. Ursula Gymnasium ist ein Mädchengymnasium in freier Trägerschaft einer von den Ursulinen geleiteten Schulstiftung.
Die RWTH Aachen (Rheinisch-Westfälische Technische Hochschule Aachen) ist eine Technische Universität mit mehr als 45.000 Studierenden (WS 2018/19). Sie wurde 1870 als Polytechnikum gegründet und 10 Jahre später zur Technischen Hochschule erhoben. Der Zentralbereich des Hochschulgeländes, Campus Mitte genannt, erstreckt sich im Nordwesten der Altstadt vom Annuntiatenbach über den Templergraben bis zum Pontwall sowie nach Norden über den Pontwall hinaus. Weitere Hochschulbereiche liegen in Stadtvierteln nordwestlich der Altstadt, darunter der Campus West zwischen dem Bahnhof Aachen West und der Hörn und der Campus Melaten im Stadtteil Melaten. 2012 wurde der RWTH Aachen im Rahmen der Exzellenzinitiative der Titel Elite-Universität verliehen.

### Museen

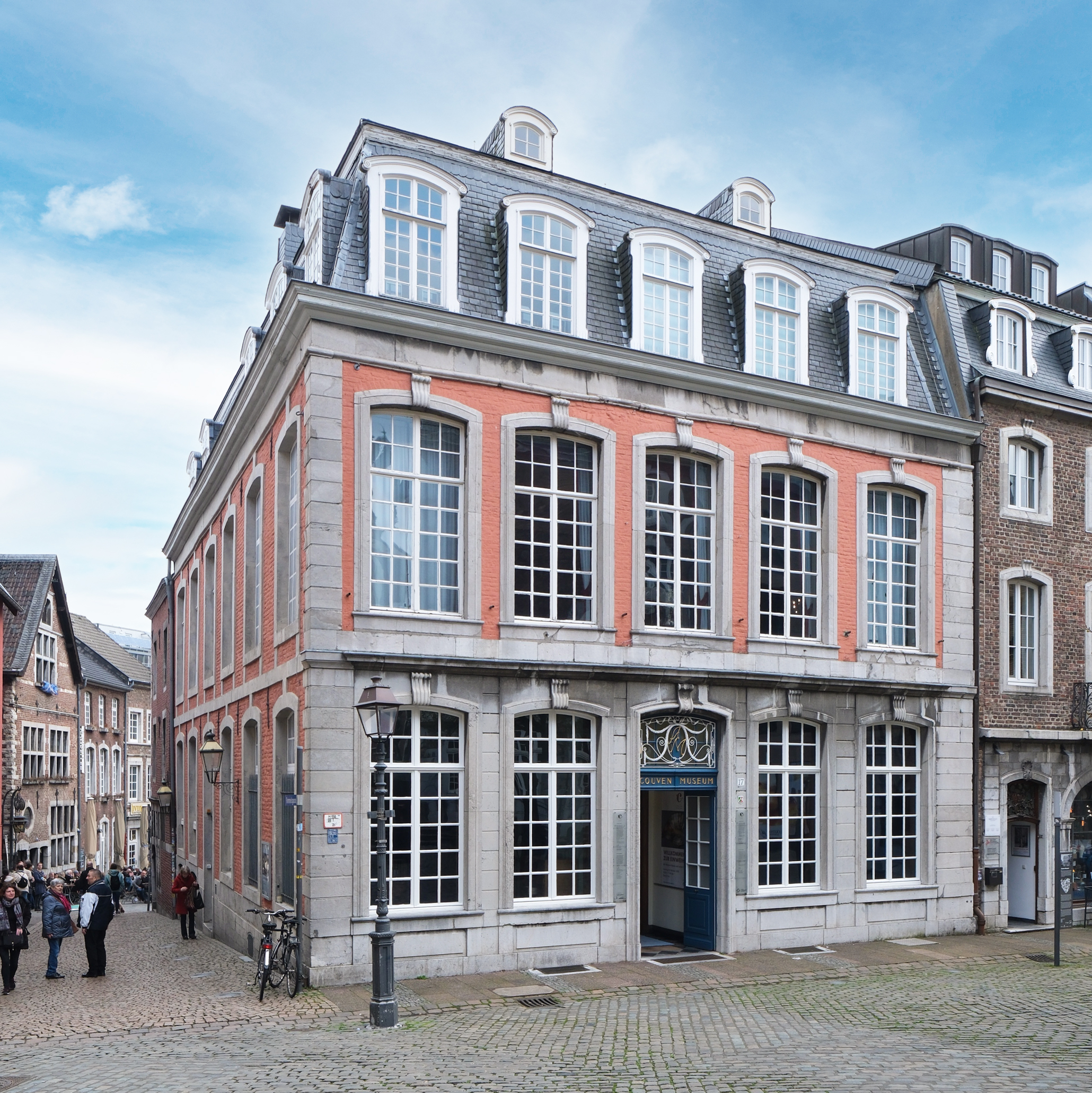
Couven-Museum im Haus Monheim

In der Aachener Altstadt liegen mehrere Museen. Die Domschatzkammer ist in an den Kreuzgang des Domes angrenzenden Gebäuden untergebracht und beherbergt mit dem Kirchenschatz des Aachener Doms eine der bedeutendsten Sammlungen kirchlicher Kulturschätze der Welt. Herausragende Einzelstücke sind der Proserpina-Sarkophag, ein römischer Marmorsarkophag aus dem 3. Jahrhundert n. Chr., in dem möglicherweise Karl der Große bestattet worden war, das ottonische Lotharkreuz, ein Vortragekreuz aus der Zeit um 1000 n. Chr. mit einer antiken Kamee, und die spätgotische Karlsbüste, ein um 1350 angefertigtes Reliquiar für die Schädeldecke Karls des Großen.
Das in einem umgebauten Verwaltungsgebäude am Katschhof 2014 eröffnete Centre Charlemagne beherbergt das Stadtmuseum der Stadt Aachen und ist die zentrale Anlaufstelle für das kulturhistorische Projekt der Route Charlemagne. Weitere Museen in der Altstadt sind das Internationale Zeitungsmuseum im Großen Haus von Aachen, ein Museum für die Geschichte der Zeitungen und der Presse, und das Couvenmuseum im Haus Monheim, das die bürgerliche Wohnkultur des 18. und frühen 19. Jahrhunderts aus Aachen und Umgebung zeigt.

### Theater und Kinos

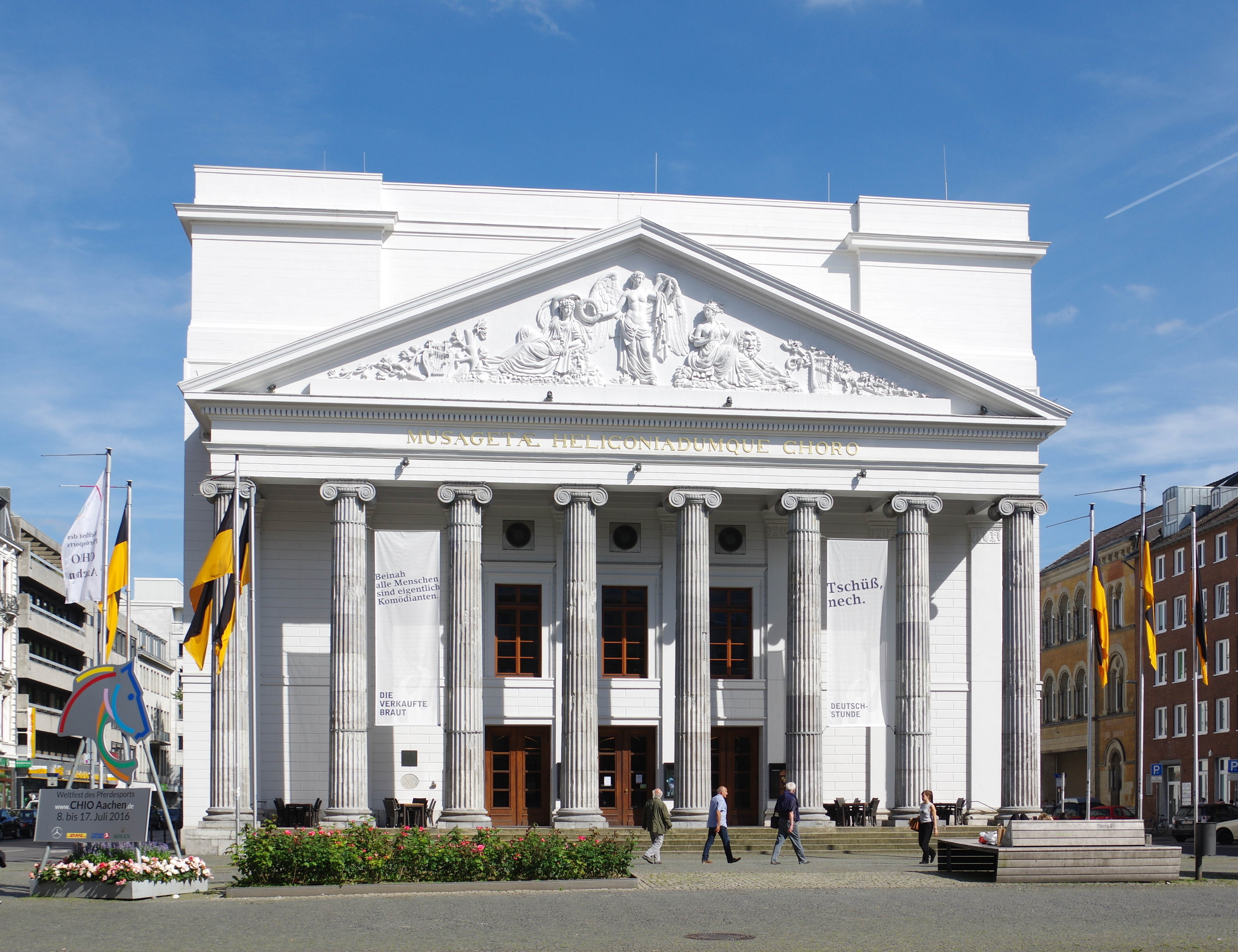
Aachener Stadttheater

In der Aachener Altstadt liegen mehrere Theater. Das Aachener Stadttheater wurde 1825 als Kultureinrichtung für Schauspiel und Musiktheater in einem klassizistischen Neubau eröffnet. 1920 wurde ihm das zuvor eigenständige Sinfonieorchester Aachen angegliedert. Es hat zwei Aufführungssäle, die „Große Bühne“ mit 730 Sitzplätzen und die „Kleine Kammer“ mit 168 Sitzplätzen. Die Schauspiel- und Oper-Aufführungen werden im Schnitt von mehr als 130.000 Menschen jährlich besucht. Sinfoniekonzerte finden meist nicht im Theater statt, sondern im Eurogress.
Weitere Theater in der Altstadt sind das 1950 gegründete Grenzlandtheater am Friedrich-Wilhelm-Platz, das kein festes Ensemble hat, sondern mit freien Schauspielern Stücke aus dem Repertoire der modernen aktuellen Dramatik aufführt, und das Öcher Schängche, ein Stabpuppenspiel in der Barockfabrik am Löhergraben, das seit 1921 Stücke für Kinder und Erwachsene aufführt, teilweise in Oecher Platt.
Zu den Kinos im Bereich der Altstadt zählen das Apollo in der Pontstraße, das Capitol am Seilgraben, das Cineplex in der Borngasse und der Eden Palast in der Franzstraße.

## Denkmalschutz

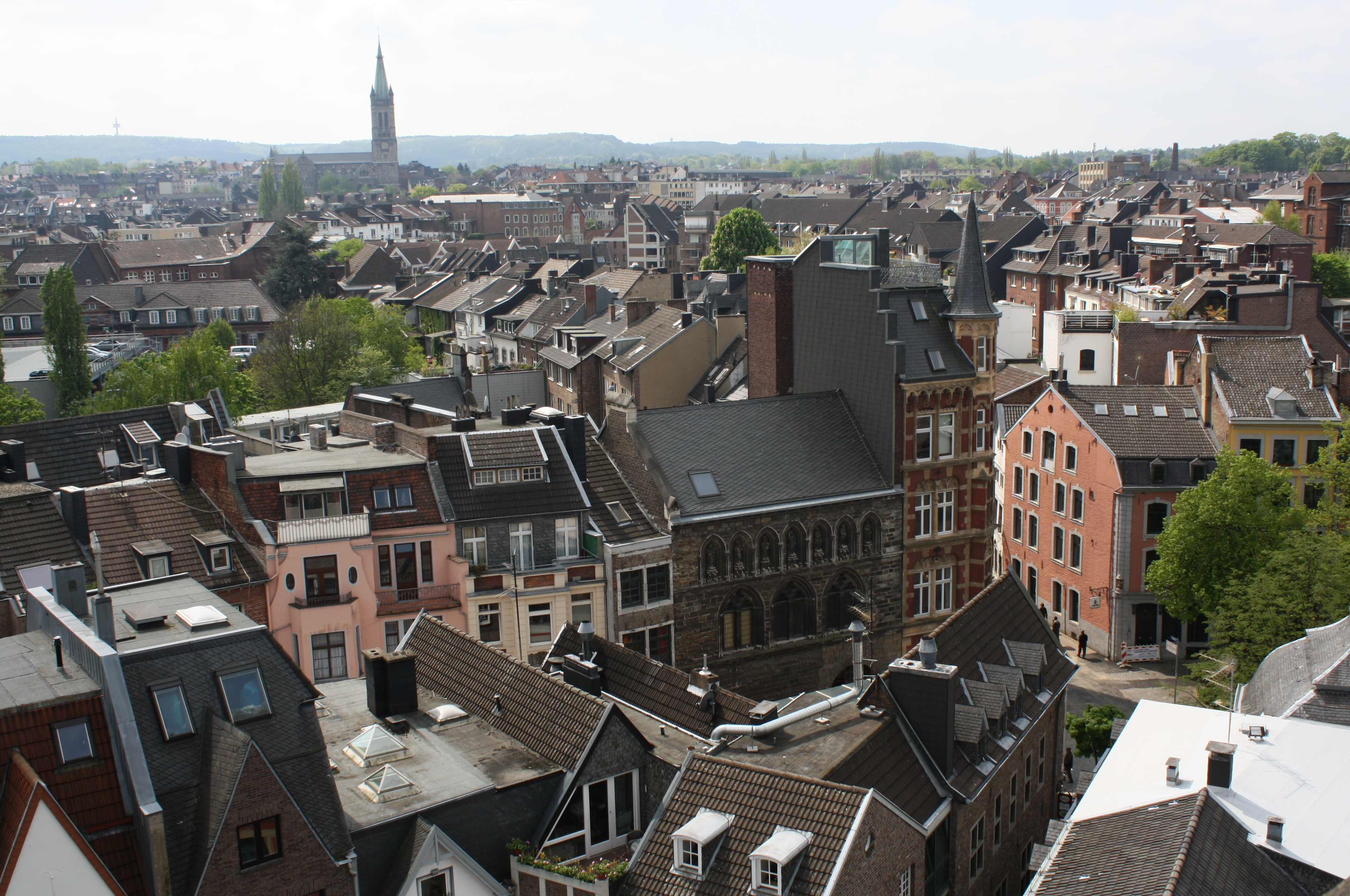
Blick vom Dom auf den Denkmalbereich Innenstadt

Viele der historischen Bauwerke der Altstadt sind als Baudenkmal in die Denkmalliste der Stadt Aachen eingetragen, allen voran Dom und Rathaus mit den Denkmalnummern 0001 und 0002. Weitere Objekte, dazu auch flächige Bereiche wie beispielsweise römische Siedlungsreste an Markt und Büchel oder ein mittelalterliches Viertel am Kaiserplatz, sind dort als Bodendenkmal eingetragen.
Der Aachener Dom wurde 1978 zusammen mit der Domschatzkammer und ihrer Sammlung durch das Welterbekomitee der UNESCO als eine der 12 ersten Welterbestätten in die Welterbeliste aufgenommen.
Außerdem ist der im Frühmittelalter entstandene innere Stadtkern der Altstadt innerhalb des inneren Grabenrings zusammen mit seinen wichtigsten Ausfallstraßen bis zur äußeren Stadtmauer (Pontstraße inklusive Ponttor, Sandkaulstraße, Alexander- und Mariahilfstraße, Adalbertstraße einschließlich Kaiserplatz, Franzstraße einschließlich Marschiertor, Jakobstraße und Königstraße) sowie dem Theaterplatz mit dem Theater unter der Bezeichnung Denkmalbereich Innenstadt gemäß § 5 des Denkmalschutzgesetzes von Nordrhein-Westfalen durch eine eigene Satzung seit dem 27. März 2011 als zweiter Denkmalbereich Aachens ausgewiesen. Dieser Denkmalbereich dient seit 2013 auch als Pufferzone für die Weltkulturerbestätte Aachener Dom.